# Empire du Mali
Pour les articles homonymes, voir Mali (homonymie).
Première moitié du XIIIe siècle – 26 avril 1610
(364 ans)
Entités précédentes :
- Empire du Ghana
- Empire de Gao

Entités suivantes :
- Empire songhaï
- Empire du Djolof
- Empire du Gaabu
- Empire du Grand Fulo

L’empire du Mali, ou Empire mandingue, est un empire ouest-africain médiéval fondé au XIIIe siècle par Soundiata Keïta à la suite de la bataille de Kirina contre le royaume de Sosso. Issu d’un processus d’unification du Manden, le Mali s'inscrit dans une continuité de contrôle du commerce transsaharien initié par l’empire du Ghana. La formation de l'empire repose sur la charte du Manden qui organise les rapports entre les différentes composantes sociales et ethniques, dans un cadre de coexistence entre l’islam et les cultes traditionnels. La dynastie Keita exerce le pouvoir sous le titre de mansa.
L’empire connaît son apogée au XIVe siècle sous le règne de Mansa Moussa, dont le hajj à La Mecque en 1324 diffuse la renommée du Mali dans le monde islamique et en Europe. À son extension maximale, l’empire s’étend et englobe des parties des actuels Mali, Sénégal, Gambie, Guinée, Guinée-Bissau, Burkina Faso, Côte d'Ivoire et Mauritanie. Son économie repose sur l’agriculture, l’exploitation minière, l’artisanat et le commerce transsaharien. Les produits échangés sont l'or, le cuivre, le sel et les esclaves. Des centres urbains comme Tombouctou, Djenné ou Niani jouent un rôle important sur le plan culturel, commercial et politique ainsi que sur le plan de l'islamisation.
À partir du XVe siècle, l’empire décline à cause de crises dynastiques, de la perte du contrôle commercial et de l’émergence de l’empire songhaï. Il perd progressivement ses dépendances et son influence et son royaume subsistant est conquis par le royaume bambara de Ségou en 1670. L'Empire du Mali a une profonde influence dans la culture de l'Afrique de l'Ouest, marquée par l'émancipation de plusieurs groupes malinkés, la propagation de leur langue, leurs lois, coutumes et leurs édifices monumentaux.

## Étymologie
Le nom « Mali » provient d’une transcription arabe du mot Manden ou Mandé , désignant le cœur géographique et politique de l’empire fondé au XIIIe siècle par Soundiata Keïta. Dans les sources arabes médiévales comme celles d’Ibn Khaldoun ou d’al-Umari, on retrouve les formes Malal, Malle, Meli, qui correspondent probablement à une tentative de transcrire ce nom en caractères arabes. Le terme « Mali » peut aussi signifier « hippopotame » en bambara-malinké moderne, mais cette coïncidence lexicale ne suffit pas à expliquer l’origine du nom impérial. Le nom Manden reste le plus authentique selon les traditions orales mandingues, et ses habitants s’appellent les Mandenkaw[réf. incomplète].
Les autres peuples voisins, comme les Soninkés ou les Peuls, ont pu développer leurs propres exonymes (ex. « Malinké », « Mani »), mais l’endonyme principal reste Manden, utilisé encore aujourd’hui dans les régions de Kangaba et Kita[réf. nécessaire].

## Géographie
L'empire du Mali s’étendait entre le Sahara et la forêt équatoriale, l'océan Atlantique et la boucle du Niger soit sur les actuels Mali, Sénégal, Gambie, Guinée, Guinée-Bissau, Burkina Faso, Côte d'Ivoire et la Mauritanie. Il était un carrefour important entre les peuples nomades du Sahara et les peuples de l'Afrique noire équatoriale. Son économie reposait sur l'agriculture, l'artisanat, l'exploitation des mines d'or et le commerce de l'ivoire vers le bassin méditerranéen.
L'Empire du Mali s'est développé autour d'une zone appelée Manden par ses habitants, les Mandenka (qui signifie littéralement « Le peuple du Manden »), qui englobait la majeure partie de l'actuel Nord de la Guinée et du Sud du Mali. L'empire a été établi à l'origine comme une fédération que les tribus Mandenka appelaient le Manden Kurufa (littéralement, « fédération du Manden »), mais il est ensuite devenu un empire régnant sur l'Afrique sur quelque 50 millions de personnes issues de presque tous les groupes ethniques imaginables.

## Histoire

### Origine

#### Contexte géopolitique

Contexte territorial à la chute de l'Empire du Ghana.

La région depuis laquelle repose le Mali est un ensemble de couloirs commerciaux importants du commerce transsaharien permettant la diffusion de plusieurs produits entre le Maghreb et l'Afrique de l'Ouest. Ce contexte favorable permet à l'empire du Ghana d'établir un contrôle sur ces flux et de gagner en puissance jusqu'à son apogée à la fin du IXe siècle. Parmi les trois principaux groupes occupant le Ghana se trouvent les Malinkés résidant alors en territoire Mandé, sur le haut du bassin du Niger. À l'apogée de l'Empire du Ghana, le pays mandingue était l'une de ses provinces, nommée d'après sa capitale, Ka-ba ou Kangaba, et de là ses rois régnèrent au nom du Ghana[réf. nécessaire].
Plusieurs événements marquent le déclin du Ghana au XIe siècle et le début du Mali. Au milieu du XIe siècle, le Tekrour et le Mandé , alors provinces sous domination du Ghana, s'en libèrent et deviennent indépendant.
En 1076, Koumbi Saleh, la capitale du Ghana, est conquise par les Almoravides et marque une nouvelle étape dans la chute du Ghana, permettant au Mandé de s'étendre. D'autres royaumes profitent de la chute de l'empire du Ghana et de son influence. L'empire de Gao, prédécesseur de l'empire songhaï renforce son emprise territoriale ainsi que ses voies commerciales qui concurrencent les voies transsahariennes les plus occidentales du Ghana. Les provinces soninké du royaume de Diarra traversent de nombreux conflits internes. Au travers de ces conflits, le royaume de Sosso fonde une dynastie qui parvient à unifier les territoires sous Soumaoro Kanté et succéder temporairement à l'hégémonie ghanéenne.

#### Processus d'unification du Mandé

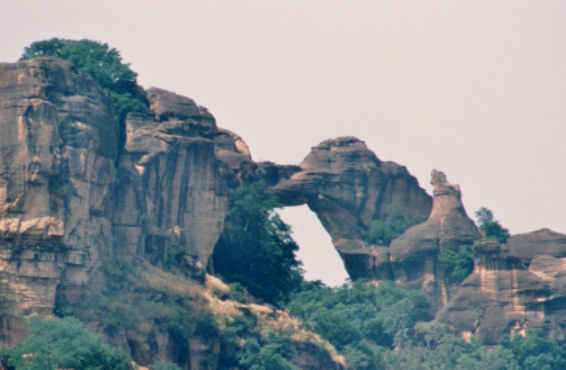
Le Mandé (ici dans la région de Siby) est le berceau de l'empire du Mali

Mentionné par Al-Bakri sous le nom de Malel ou de Do au XIe siècle, ces informations sont complétées au XIIe siècle par Al Idrissi et renforce l'idée que ces deux cité-états concurrentes dirigent chacune une partie du territoire Mandé. La tradition orale vient confirmer l'existence de ces deux royaumes avec quelques nuances, Malel prenant plutôt le nom de Kiri ou Manden avant que ce dernier nom ne désigne l'ensemble de ces territoires. Mais la tradition évoque un troisième royaume que les sources écrites ne présentent pas, celui du clan Camara. Au nord, le royaume de Do ou Dodugu est dirigé par le clan Conté. Le clan Camara dirige quant à lui des villes du Bouré. Le clan Traore dirige le royaume Kiri.
Le Dodogu compte douze ville et serait le plus puissant, cependant l'unification des royaumes provoque la disparition de cette entité politique. Au XIIe siècle, le roi Naré Maghann Konaté, nommé dans les sources arabes Barmandana ou Sarmandana, se serait converti à l'islam et fait un pélerinage à La Mecque. La chronologie des événements est incertaine en ce qui concerne l'unification des différent royaume du Mandé. La tradition l'attribue à Mamadi Kani, au début du XIIe siècle, cependant les sources écrites distinguent encore deux royaumes à cette période et elle pourrait s'être effectuée en plusieurs phases par jeu de succession dynastique ou par conquêtes militaires progressives. À la fin du XIIe siècle, règne sur le manding Naré Maghann Konaté, père de Soundiata Keita. Il a pour résidence Dakadjalan. L'union des différents clans est toutefois attestée comme mouvement d'opposition à l'hégémonie du royaume Sosso entre 1220 et 1235.

### Soundiata Keita et la fondation de l'empire

#### Bataille de Kirina

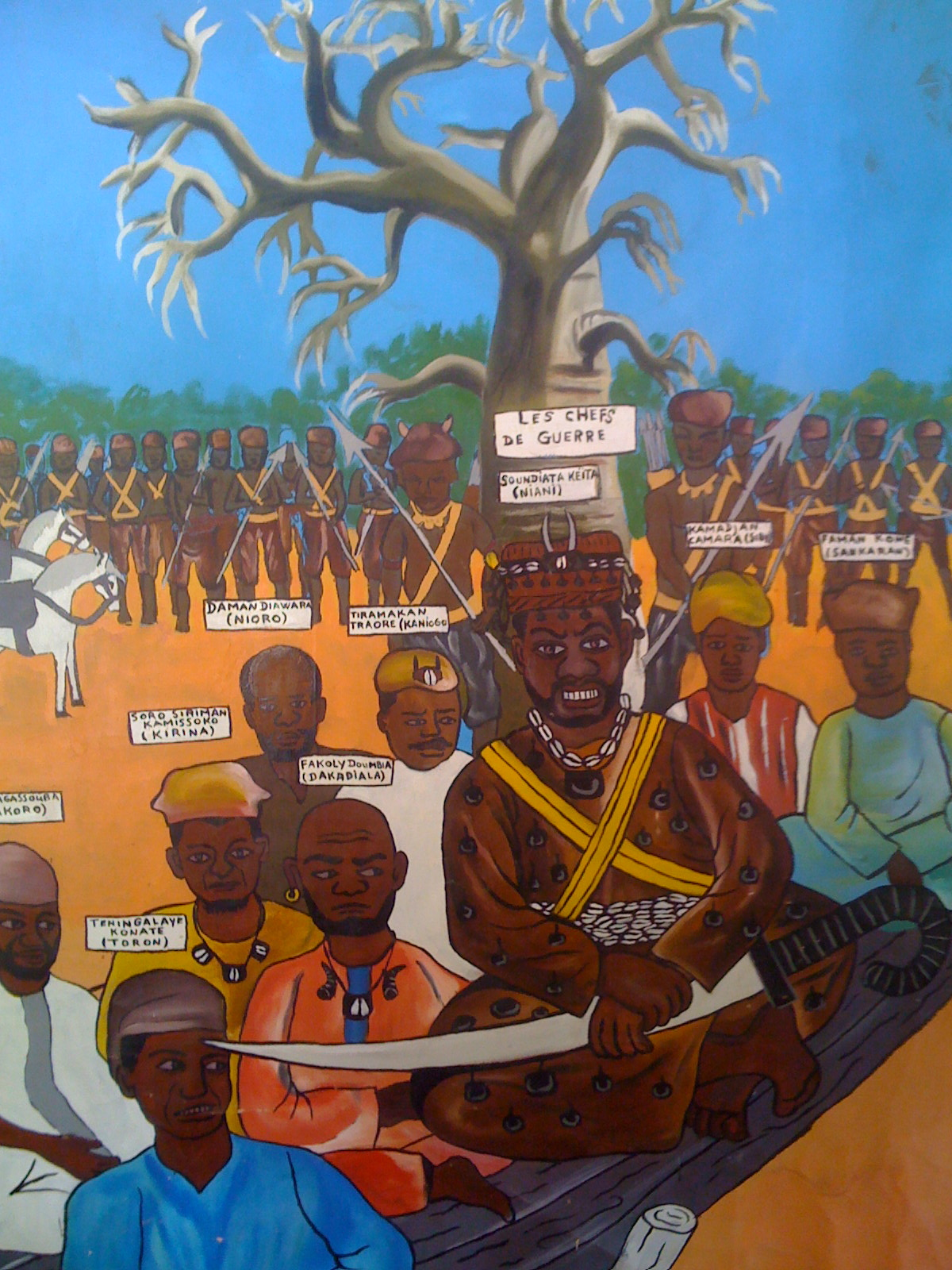
Sundjata Keïta à l'assemblée constitutive de Kurukan Fuga du Mandé

Soundiata Keïta est au coeur des traditions comme le fondateur de l'empire du Mali. Grâce aux textes d'Ibn Battûta et d'Ibn Khaldoun, il est possible de dépasser la dimension mystique et légendaire que l'on attribue généralement aux ancêtres fondateurs décrits par la tradition orale. Au début du XIIIe siècle, la région de Mandé est sous domination du royaume Sosso. Selon la tradition orale, Soundiata n'est pas un roi, mais un aristocrate au service d'un autre roi qui lui donne un contingent de soldats afin d'appuyer la révolte en cours dans le Mandé,.
Après un long exil, Soundiata fédère plusieurs clans du Mandé et mène une révolte contre la domination sosso. Le contingent de Soundiata Keita rencontre les troupes des autres clans Malinkés et ils s'unissent dans la révolte qui les oppose à Soumaoro Kanté. La bataille de Kirina se déroule vers 1235 et met en déroute l'armée du roi du Sosso. Si la date de 1235 reste incertaine, le consensus historiographique s'accorde à considérer que cet événement se déroule dans la première moitié du XIIIe siècle.
Cette victoire permet à Soundiata d’unifier les territoires mandingues et de poser les bases d’un État structuré, en convoquant une assemblée à Kouroukan Fouga. Soundiata Keïta n’est pas connu pour avoir pratiqué l’islam de manière exclusive ou ostentatoire. Toutefois, il reconnaît l’islam comme religion pratiquée dans l’Empire et assure la cohabitation pacifique entre les cultes traditionnels mandingues et les croyances musulmanes. Plusieurs membres de sa cour étaient musulmans, notamment parmi ses conseillers et ses alliés. Son règne institue une politique impériale de tolérance religieuse active.
En conséquence, les troupes poursuivent leur ennemi et prennent possession de la capitale Sosso que Soundiata Keita fait raser. La victoire lors de la bataille de Kirina constitue le point de départ de l'expansion de l'Empire du Mali et le renversement hégémonique. Paradoxalement, ces victoires ouvrent également la voie à l'expansion de l'islam dont Soundiata Keita se dit le protecteur.

#### Expansion militaire
À l'ouest, une armée menée par Tiramakhan Traore combat l'empire du Djolof et étend les territoires sous influence malienne à toute la Sénégambie. Tiramakhan est considéré comme le fondateur du Kaabu qui reste sous influence malienne. Au sud, une armée menée par Fakoli Doumbia étend les territoires du haut fleuve Sénégal et ce jusqu'à la frontière de la forêt guinéenne de l'Ouest africain. Soundiata dirige quant à lui une armée contre le royaume de Diarra et la cité-état de Kita, alliés du Sosso, afin de les soumettre.
Durant cette phase d'expansion militaire, la conquête des anciens territoires contrôlés par l'empire du Ghana sans toutefois pouvoir la dater ou déterminer si cela se fait durant le règne de Soundiata Keïta,.

#### Constitution du Mali
À cette occasion, Soundiata Keïta est officiellement proclamé mansa (roi des rois) auquel chaque clans et rois fait allégeance. L'ordre de succession et les mariages sont codifiés. L'organisation administrative est répartie entre 30 clans et la capitale est désignée. La chronologie est incertaine car, selon les sources, la constitution du Mali s'effectue avant ou après la bataille de Kirina. Il est probable qu'une première assemblée se déroule entre les clans avant le conflit, et que la grande assemblée constituante a lieu après le conflit. Soundiata Keïta y joue un rôle central et participe à la codification des coutumes et interdits qui régissent les rapports entre les clans. La « Grande Assemblée » qui se déroule à Kurukanfuga (à proximité de Kangaba) est une assemblée constituante dans laquelle les différents clans et alliés sont réunis.
Selon la tradition orale transmise par les griots du Mandé, la Charte du Mandé (ou Kurukan Fuga) est proclamée vers 1236, peu après la victoire de Soundiata Keïta à la bataille de Kirina. La Charte répartit les rôles politiques, militaires, religieux et artisanaux entre les grandes familles, consacrant un ordre social impérial basé sur l’interdépendance. Le texte a été reconnu en 2009 par l’UNESCO comme élément du patrimoine immatériel de l’humanité,,[réf. incomplète].

### Hégémonie continue

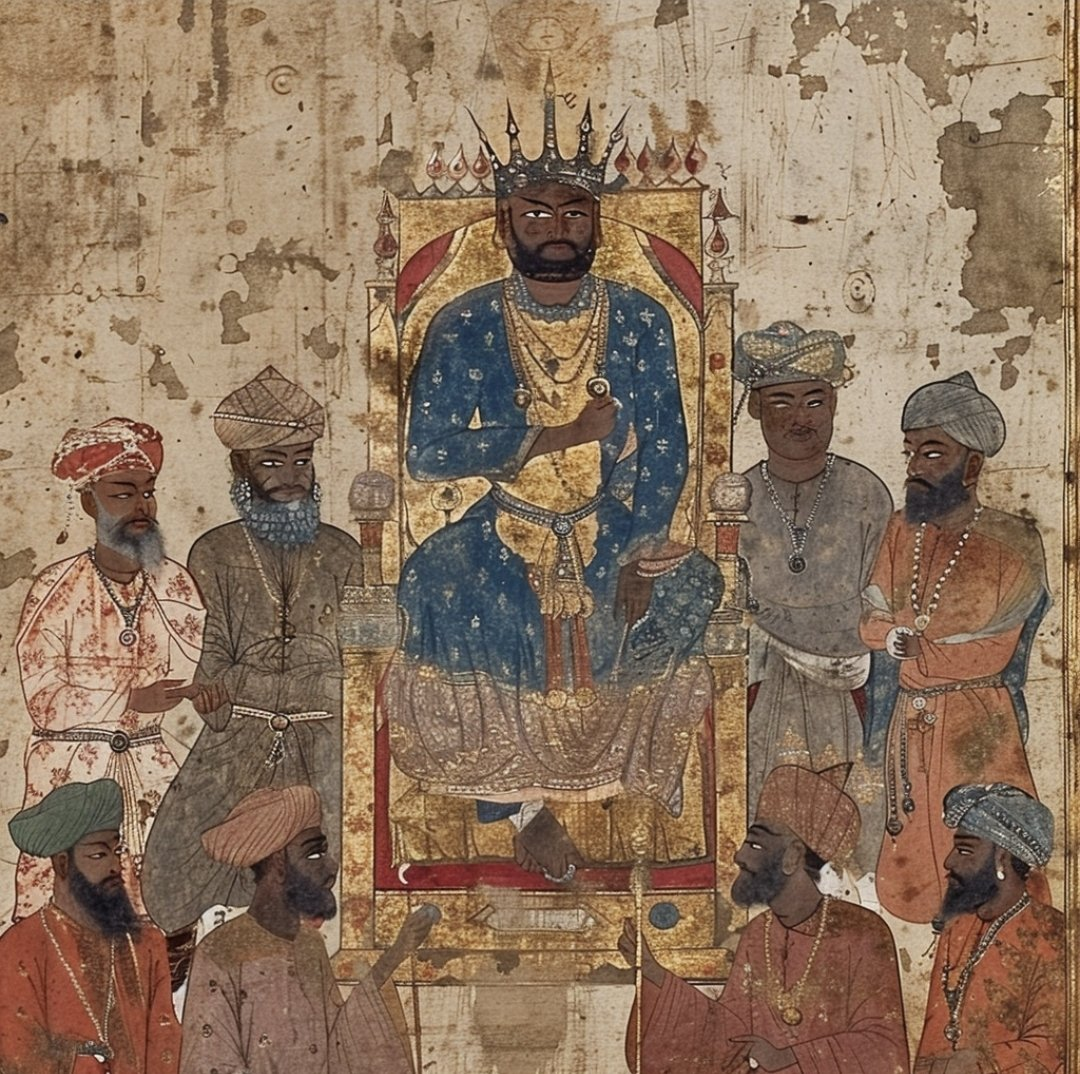
Empereur du Mali

Le règne de Soundiata Keïta est connu pour être une époque de paix, de prospérité et de liberté à la suite de la proclamation de la charte du Manden. À sa mort, si l'ordre de succession n'est pas respecté, la politique menée jusqu'alors est poursuivie avec pour objectif d'étendre le contrôle et l'influence de l'empire du Mali. À sa mort, son fils Mansa Yerelenkon ou Mansa Oulé règne jusqu'en 1270 et consolide les différentes conquêtes en Sénégambie, poursuivant la conquête en s'emparant du Tekrour. Il renforce également l'autorité du Mali sur la vallée du Niger et prend possession de Gao, soumettant l'empire de Gao à l'hégémonie malienne. Le premier pèlerinage vers La Mecque qu'effectue Mansa Oulé attire l'attention des pays arabes sur le Mali. Il est assassiné au retour de son second pèlerinage.
Plusieurs Mansa lui succèdent : Wati (en) qui règne pendant quatre ans puis Khalifa décrit dans la tradition comme un souverain tyrannique et dont le règne bref d’environ un an est souvent interprété, notamment à travers le prisme d'Ibn Khaldūn, comme le symptôme d'une phase de décadence dynastique. Il est probablement destitué par le Mansa Abou Bakr qui règne environ dix ans (1275–1285). Il est par la suite renversé par un coup d'état militaire mené par Sakoura, esclave affranchi de la famille impériale et général de l’armée. Sa prise de pouvoir témoigne d’une profonde crise au sein de l’Empire du Mali, puisque Sakoura ne fait pas partie de la lignée des Keita lorsqu’il s’empare du trône, exerçant son règne pendant quinze ans, de 1285 à 1300. Dans son Kitāb al-ʿIbar, Ibn Khaldūn rapporte que Sakoura effectue le pèlerinage à La Mecque (hajj) pendant le règne du sultan mamelouk An-Nâsir Muhammad. Il précise que Sakoura est tué lors de son retour, probablement vers 1300, à Tajura (actuelle Djibouti)[réf. nécessaire]. La lignée impériale de Soundiata retrouve le pouvoir avec le Mansa Gao (vers 1300-1305), puis le fils de ce dernier, Mohammed ibn Gao (vers 1305-1310). La succession par Aboubakri II est quant à elle douteuse, son identité étant remise en question au XXIe siècle.

### Mansa Kankou Moussa
Mansa Mousa, également connu sous le nom de Kankan Moussa, est l'une des figures les plus éminentes de l'histoire africaine et mondiale. Souverain de l'Empire du Mali au début du XIVe siècle, il a non seulement marqué son époque par sa richesse inégalée, mais aussi par son leadership éclairé, sa piété, et son engagement envers le développement de son empire.

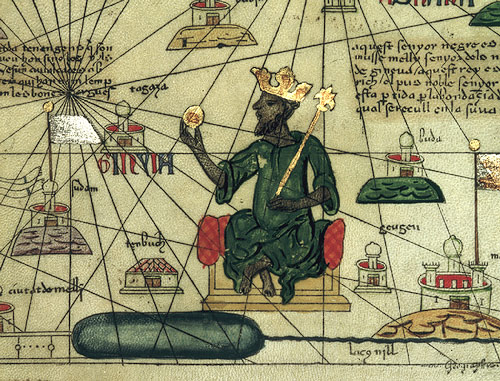
Portrait de Mansa Moussa, extrait de lAtlas catalan d'Abraham Cresques (vers 1375).

Après son intrônisation, Mansa Moussa se concentre sur la consolidation de l'empire et le respect de l'autorité impériale par la force. Il parvient à pacifier les voies commerciales du Sahara régulièrement attaquée par les nomades. Le meurtre de précédent rois, comme Sakoura, perpétré sur ces routes reste bien ancré. Cette sécurisation est un préparatif essentiel à son pèlerinage.
Le second préparatif du voyage est financier. Mansa Moussa demande une contribution particulière aux villes marchandes et aux provinces afin qu'il ne manque pas de ressources lors de son voyage. En 1324, Mansa Moussa effectue un pèlerinage à la Mecque dont la tradition et les sources arabes garderont le souvenir des fastes : accompagné de milliers de serviteurs et d’esclaves, il aurait emporté tellement d’or (environ 10 tonnes) que le cours du métal précieux aurait baissé pendant plusieurs années. Sa générosité aurait frappé les esprits. Néanmoins, selon Elikia Mbokolo, Mansa Moussa aurait vendu la plupart des esclaves (8 700 à 14 000 selon des sources) en Égypte et en Arabie,.
Toutefois, Serge Daget et François Renault observent qu'à ce propos les sources arabes ne sont pas unanimes, ni sur les effectifs (de 8 000 à 14 000) du cortège de Kankou Moussa, ni sur leur statut : tantôt on parle d'« esclaves », tantôt de « sujets » ou encore de « personnes » ; sans toujours savoir s'ils ont été vendus par le Mansa Mali.

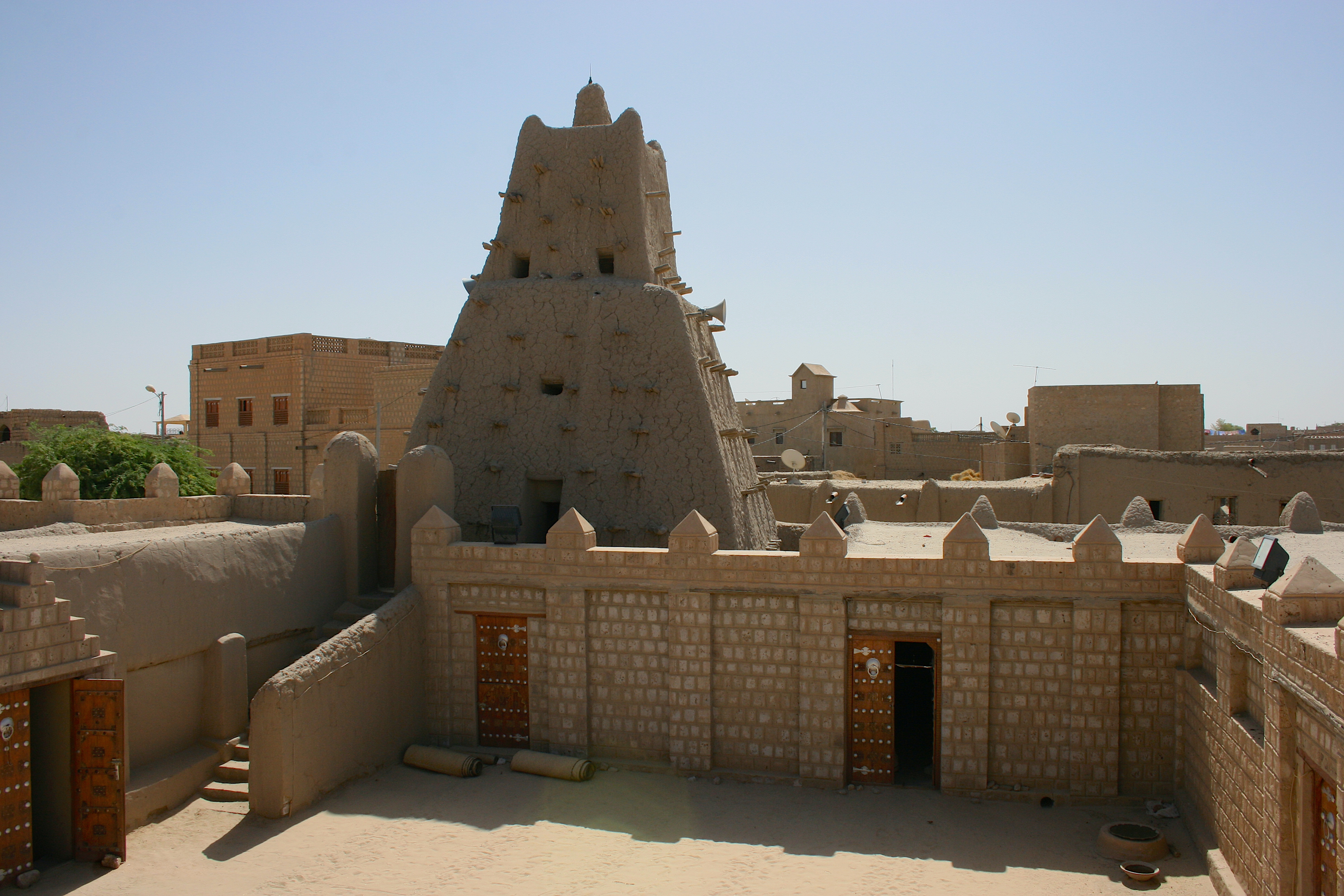
Cour de Sankoré dont la mosquée est construite entre 1325 et 1327.

Kango Moussa revient au Mali accompagné de plusieurs hommes de science et de culture dont Abou Ishaq es-Sahéli, originaire de Grenade qui a été l’architecte de la Mosquée Djingareyber construite en 1328 à Tombouctou. Mansa Moussa meurt sans doute en 1337.
Sous le règne de Mansa Mousa, l'Empire du Mali a atteint son apogée. Il a investi dans le développement des infrastructures, la construction de mosquées majestueuses, et la promotion de l'éducation. La ville de Tombouctou, en particulier, est devenue un centre d'apprentissage renommé, attirant des érudits du monde entier. Il fonde l'université de Sankoré et une grande mosquée à Gao.
Mansa Mousa était non seulement un chef puissant, mais aussi un dirigeant sage et juste, respecté par ses sujets et ses pairs. Il a su maintenir la stabilité et la prospérité de son empire, tout en favorisant la tolérance et la coexistence pacifique entre les différentes communautés religieuses et ethniques. Son règne est souvent évoqué comme une période de paix, de prospérité, et d'épanouissement culturel[réf. nécessaire].
L'héritage de Mansa Musa perdure bien au-delà de son règne. Il a non seulement consolidé la puissance de l'Empire du Mali, mais il a aussi laissé une marque indélébile dans l'histoire de l'humanité. Son règne symbolise une époque où l'Afrique de l'Ouest était un centre de richesse, de culture et de savoir, rivalisant avec les plus grandes civilisations du monde[réf. nécessaire].

### Déclin progressif

#### Perte du contrôle commercial sahélien

Le Mali vers 1530.

Durant l'apogée de l'empire au XIVe siècle, plusieurs groupes berbères se sédentarisent tout en conservant un statut tributaire à l'égard du mansa. Les Kel Ansar, les Yantagha, les Maddusa et les Lemtouna sont les premiers à s'établir. Cependant, d'autres tribus nomades dans restent hostiles à l'autorité impériale. Leur soumission n'est obtenue que sous les règnes de Mansa Moussa et Mansa Souleiman.
Après la mort de Mansa Souleiman vers 1360, une première crise de succession oppose son fils Kassa à son neveu Mari Diata II. Ce dernier est finalement courronné et semble avoir un train de vie dispendieux. Entre 1372 et 1374, le pouvoir tombe entre les mains de ses ministres. Son successeur, Moussa II aide l'empire à se relever financièrement, mais il doit également se confronter aux premières incursions qui dévaste une première fois la ville de Gao.
Vers 1387, à la mort de Moussa II, une crise dynastique fragilise l'empire et la branche aînée de Soundiata tente de reprendre le pouvoir à la branche cadette de Mansa Moussa. Sandakhi, le mari de la mère de Moussa II, prend temporairement le pouvoir tandis que Maghan III se rebelle. Il parvient à reprendre le trône et son règne marque la fin de la dynastie aboubakride et le retour de la dynastie de Soundiata. Cette situation permet aux Touaregs de s'affirmer progressivement et de prendre progressivement le contrôle des principales voies commerciales. En 1433, ils s'emparent de la plupart des villes sahéliennes.
La perte du contrôle des voies commerciales les plus occidentales s'accompagne bientôt de la perte du contrôle des voies orientales avec l'émergence de l'empire songhaï. Sonni Ali Ber permet aux territoires sahéliens de prendre leur indépendance au XVe siècle, faisant peser la menace d'un étouffement économique à l'empire du Mali par l'absence d'accès au commerce transsaharien dont il dépendait. Cependant, ce royaume tardif du Mali parvient malgré tout à se maintenir en tant que puissance régionale malgré ces bouleversements et ce jusqu'au début du XVIe siècle.

#### Perte de la Sénégambie
Le contexte force le Mali à se réorienter sur le plan économique. En effet, le territoire peut toujours s'appuyer sur ses mines d'or ainsi que celles provenant de les États de la forêt guinéenne avec lesquels l'empire entretient des relations. Au XVe siècle, les portugais entrent en contact avec le Mali et entreprennent également les premiers échanges commerciaux si bien qu'au XVIe siècle, André Álvares de Almada (en) considère que « c'est dans la Gambie [province de l'Empire du Mali] qu'on fait le commerce le plus important de toute la Guinée ».
Toutefois, le commerce ne concerne qu'une partie spécifique de la population et l'empire du Mali peut toujours reposer sur une économie agricole forte grâce aux bassins cultivables en Sénégambie. Ces provinces occidentales sont fortement colonisées par les Malinkés tandis que les Peuls qui y vivaient auparavant se regroupent dans des territoire plus au nord. Or, sous la pression du Songhaï, les incursions peules dans les territoires sénégambien deviennent plus nombreuses.
Entre 1481 et 1514, de multiples guerres opposent les peuls Denianké et l'empire du Mali. Koli Tenguella entreprend plusieurs actions militaires qui lui permettent de reprendre les anciens territoires Tekrour et d'y fonder le royaume du Fouta-Toro. Au début du XVIe siècle, les armées de Koli Tengella traversent le fleuve Gambie et occupent le reste du couloir reliant l'intérieur des territoires maliens à l'Océan Atlantique. L'empire du Mali se retrouve commercialement isolé de l'ancienne voie transsaharienne et de la voie maritime atlantique émergente.

#### Ingérences extérieures et fin de l'empire

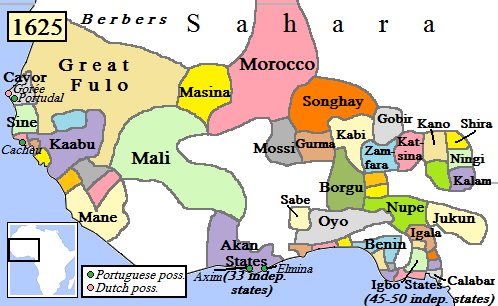
Situation du Mali après la période impériale en 1625.

Une double ambassade portugaise est envoyée par Jean II en 1491 et 1495 à la cour du Mansa Mahmud II (en), puis en 1534 à celle de Mahmud III. Ils négocient avec les Mansa de certaines affaires relatives au commerce sur le fleuve Gambie. Cependant, les Portugais s'immiscent également dans les conflits intérieurs et soutiennent militairement les États côtiers. Ce sont également les petits chefs qu'ils favoriseront commercialement afin de les aider à s'émanciper de toute puissance intérieure. En parallèle, l'empire du Mali reprend une légère politique expansionniste en s'orientant vers le sud afin de se rapprocher de la Côte de l'Or. Ils annexent au milieu du XVIe siècle Begho, l'une des cité-états du royaume de Bono reposant sur l'exploitation aurifère.
Au XVIe siècle, l'ingérence viendra cette fois des Saadiens du Maroc qui envahit une partie des territoires de l'Empire songhaï jusqu'à Djenné. Le dernier mansa, Mahmud IV, tente de saisir l'opportunité des troubles pour récupérer ces territoires. Il obtient même initialement l'appui de plusieurs royaumes alliés. Cependant, lorsqu'il marche vers Djenné, plusieurs armées alliées le trahissent et se rangent du côté des Marocains qui viennent à  bout de l'armée du mansa. Après la mort du dernier mansa, le pays subit une crise dynastique de laquelle aucun mansa n'est nommé. Il est toutefois important de noter que le récit de cette bataille provient des chroniques du XVIIe siècle élaborées à Tombouctou dont l'objectif est de valoriser l'histoire de Djenné.
En réalité, malgré l'absence d'un mansa attesté, le royaume du Mali persiste en tant qu'organisation politique complexe qui se reconfigure autour de Kangaba. Ce serait durant cette période que le récit fondateur de Soundiata se fixe. Toutefois, les dernières dépendances s'émancipent progressivement durant le XVIIe siècle. La révolte des bambara de Ségou et la formation de leur royaume intègre les derniers territoires du royaume du Mali.

## Complexités historiographiques

### Sources

#### Écrites

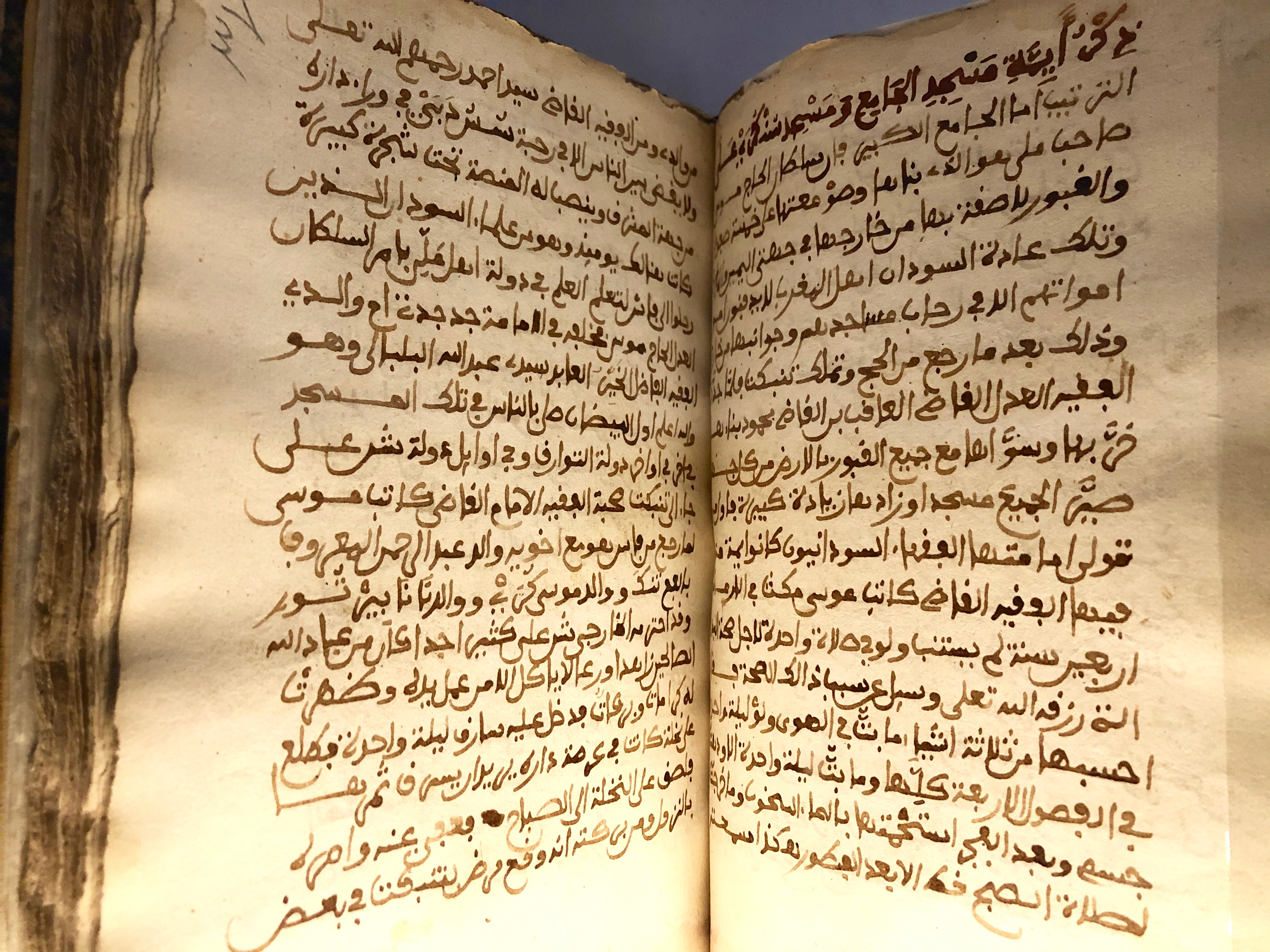
Tarikh es-Soudan, page 39-40.

Elles sont de deux types : les sources écrites extérieures, les seules jusqu'au XVIe siècle et des sources écrites locales à partir du XVIe siècle qui émanent des cercles lettrés de la boucle du Niger. Les premières englobent les écrits des voyageurs et compilateurs arabes et berbères, essentiellement Al Bakri au XIe siècle et Al Umari, Ibn Battuta et Ibn Khaldoun au XIVe siècle. Les secondes sont le Tarikh es-Soudan et le Tarikh al-Fattach, chroniques/histoire des Noirs et chronique du chercheur, qui apparaissent après la conquête de l'empire songhaï par les Marocains et qui traitent un peu du Mali. L'absence de source interne contemporaine des premiers siècles est soumise au risque de reconstruction du récit historique.
À ces sources arabes s'ajoutent également des sources européennes que Charles de La Roncière est le premier à tenter de rassembler. Parmi les sources européennes les plus anciennes, on peut noter l'Atlas catalan, une lettre d'Antonio Malfante qui séjourne à Touat en 1447 qui indique que le Mali aurait neuf villes. La seconde vague de sources est constitués des récits des voyageurs portugais qui abordent la côte ouest en 1431. À ceci s'ajoutent les travaux de Léon l'Africain dont la description qu'il donne correspond à la perception européenne relative au royaume médiéval du Mali jusqu'au XIXe siècle. La redécouverte de l'Empire du Mali se fait par le biais de l'orientalisme qui explore les sources arabes médiévales. En 1841, William Cooley publie The Negroland of the Arabs qui repose sur les trois principaux auteurs arabes. C'est avec lui que naît la première phase de l'historiographie moderne du Soudan français médiéval.

#### Orales

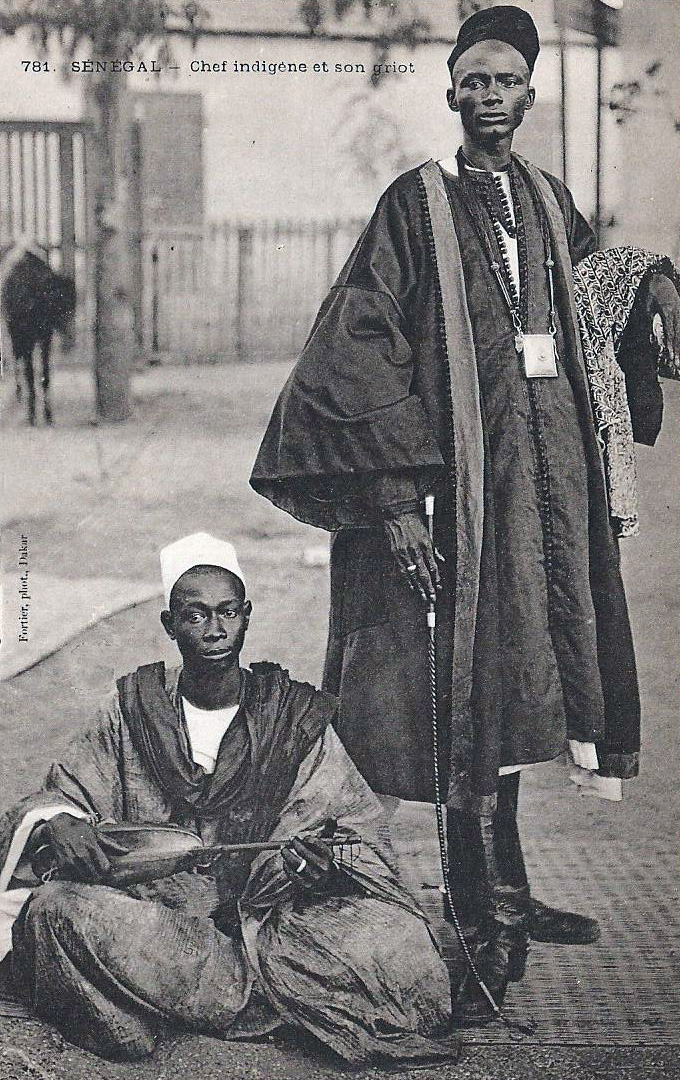
Chef indigène et son griot (Sénégal, AOF).

Eu égard à la place qu'occupaient les jeli (griots) à la cour malienne, et étant donné que cette fonction sociale existe toujours, les traditions orales occupent une grande place dans les études sur le Mali ancien. En tant que vecteur socio-culturel accumulé, les textes de la tradition orale constituent une source importante pour l'histoire de l'empire du Mali comme c'est généralement le cas dans l'historiographie de l'Afrique. L'exploitation de ce matériau immatériel permet également d'ancrer l'historiographie et sa compréhension dans le présent contrairement aux sources écrites figées dans le passé. L'analyse du matériau immatériel est elle-même révélatrice. Toutefois, la récolte de la tradition orale reste confrontée au risque constant de sa disparition puisqu'elle est véhiculée par des locuteurs parfois trop peu nombreux ou trop âgés.
La tradition la plus connue est celle relatant l'ascension au pouvoir de Soundiata Keïta qui a fait l'objet de nombreuses publications, dont Sunjata ou l'épopée mandingue de D.T. Niane ainsi que les travaux de l'historien Youssouf Tata Cissé, du griot Wa Kamissoko et de Siriman Kouyaté pour des écritures de la charte du Manden, inscrite au patrimoine mondial de l'Unesco mais dont l'ancienneté est contestée[réf. nécessaire].

### Évolution historiographique auXIXeetXXesiècles

#### Récit colonial
Les récits de voyage des explorateurs constituent une autre source exploitable. Les récits de Mungo Park offrent un éclairage sur l'éclatement politique du Mandé au XVIIIe siècle. René Caillié entre à Tombouctou en 1828 et apporte de nombreuses données ethnographiques. Cependant, le récit de voyage d'Heinrich Barth est celui qui aura le plus d'influence sur l'historiographie de l'empire du Mali.
À la fin du XIXe siècle, Louis Quintin publie son Étude ethnographique sur les pays entre le Sénégal et le niger qui compile les écrits de ses prédécesseurs et intègre cette fois une notion racialiste dans le récit historique. D'autres auteurs intègrent l'idée de hiérarchisation et d'inégalité des races comme cause d'un éventuel retard des civilisations de l'Afrique de l'Ouest. Louis-Gustave Binger rédige un Essai sur la langue bambara dans laquelle il intègre pleinement les notions raciales. La colonisation provoque dès lors une rupture dans la tradition savante, laissant place à des auteurs administrateurs coloniaux qui constituent « la bibliothèque coloniale » comme seconde phase de l'historiographie moderne du Mali.
L'hypothèse d'un passé glorieux en Afrique de l'Ouest étant peu compatible avec l'idéologie raciale dominante, les travaux du début du XXe siècle tentent d'identifier des apports allogènes qui permettraient de justifier cela. Des origines égyptiennes, babyloniennes ou carthaginoises sont donc avancées. Flora Shaw et Maurice Delafosse intègrent pleinement ces éléments et extrapolent les liens dynastiques ancestraux de la tradition orale comme argument de thèses diffusionnistes. En 1930, Empires du Mali de Charles Monteil est la première monographie exclusivement dédiée à l'empire du Mali. Il se démarque par la mise en pratique d'une certaine méthode. Il reprend également les textes de Barth et Delafosse témoignant de traditions orales jusqu'alors rejetées car considérées comme farfelues. Toutefois, certaines idées comme l'apport d'éléments allogènes continuent d'imprégner le récit qu'il propose.

#### Récit décolonialisé
L'histoire de l'empire du Mali se retrouve au centre des événements politiques de la décolonisation de l'Afrique. L'élite africaine se saisit de ce récit pour dénoncer une histoire africaine trop longtemps ignorée par les Européens. Cette décolonisation politique s'accompagne d'une décolonisation de l'enseignement de l'histoire. Tandis que l'historiographie coloniale se concentrait principalement sur les sources arabes, la nouvelle historiographie malienne voit l'émergence de la figure héroïque de Soundiata Keïta et la forte valorisation des traditions orales. Cette figure catalyse dans les discours une certaine fierté malienne retrouvée.
Dans les mouvements académiciens, l'historiographie coloniale est fortement dénoncée et on défend l'idée que l'histoire de l'Afrique doit être le fruit du travail de chercheurs africains et non plus européens. L'enregistrement des sources immatérielles de la tradition orale deviennent dès lors un enjeu central. Les années 1960 amorcent dès lors un processus de réécriture qui affecte directement l'histoire de l'empire du Mali. Sous l'impulsion de Mamby Sidibé, le récit se convertit en récit national dans lequel la désignation de la nouvelle république sous le nom de Mali est une affirmation nationaliste d'un héritage médiéval décolonialisé. Djibril Tamsir Niane et Cheikh Anta Diop sont deux figures importante qui fournissent des publications en rupture complète avec le récit colonial passé. Du point de vue de l'approche, leurs travaux sont en continuité avec les méthodes employées par les premiers historiens africains, valorisant la tradition orale. L'Histoire générale de l'Afrique marque dès lors un tournant critique dans le champs d'étude à la fin des années 1970.

#### Archéologie et historiographie moderne
Peu d'études archéologiques sont disponibles. La plus importante, les fouilles de Filipowiak à Niani, en 1965, 1968 et 1973, n'a pas donné de résultat probant pour la période médiévale (XIIIe-XVIe siècle). Les recherches archéologiques sur l'Empire du Mali font face à plusieurs défis. L'érosion, les pillages, et les conflits dans la région ont endommagé de nombreux sites. De plus, la préservation des manuscrits et autres artefacts reste un défi majeur en raison des conditions climatiques et du manque de ressources[réf. nécessaire].
Il faut attendre 1973, soit 43 ans après la monographie de Charles Monteil, pour qu'une nouvelle monographie soit publiée. Ancient Ghana and Mali de Nehemia Levtzion (en) offre une nouvelle synthèse qui présente une historiographie radicalement différente et reposant sur la méthodologie scientifique.
Sur le plan de l'archéologie, à la fin du XXe siècle, la place donnée au passé médiéval de l'Afrique de l'Ouest dans les fouilles archéologiques se concentrent sur quelques sites et, compte tenue de la superficie concernée, demeurent très insuffisants. En outre des fouilles de niani, l'intérêt s'est également porté aux différentes villes influentes du Sahel.

### Évolution historiographique auXXIesiècle

#### Problèmes dans la chronologie des événements

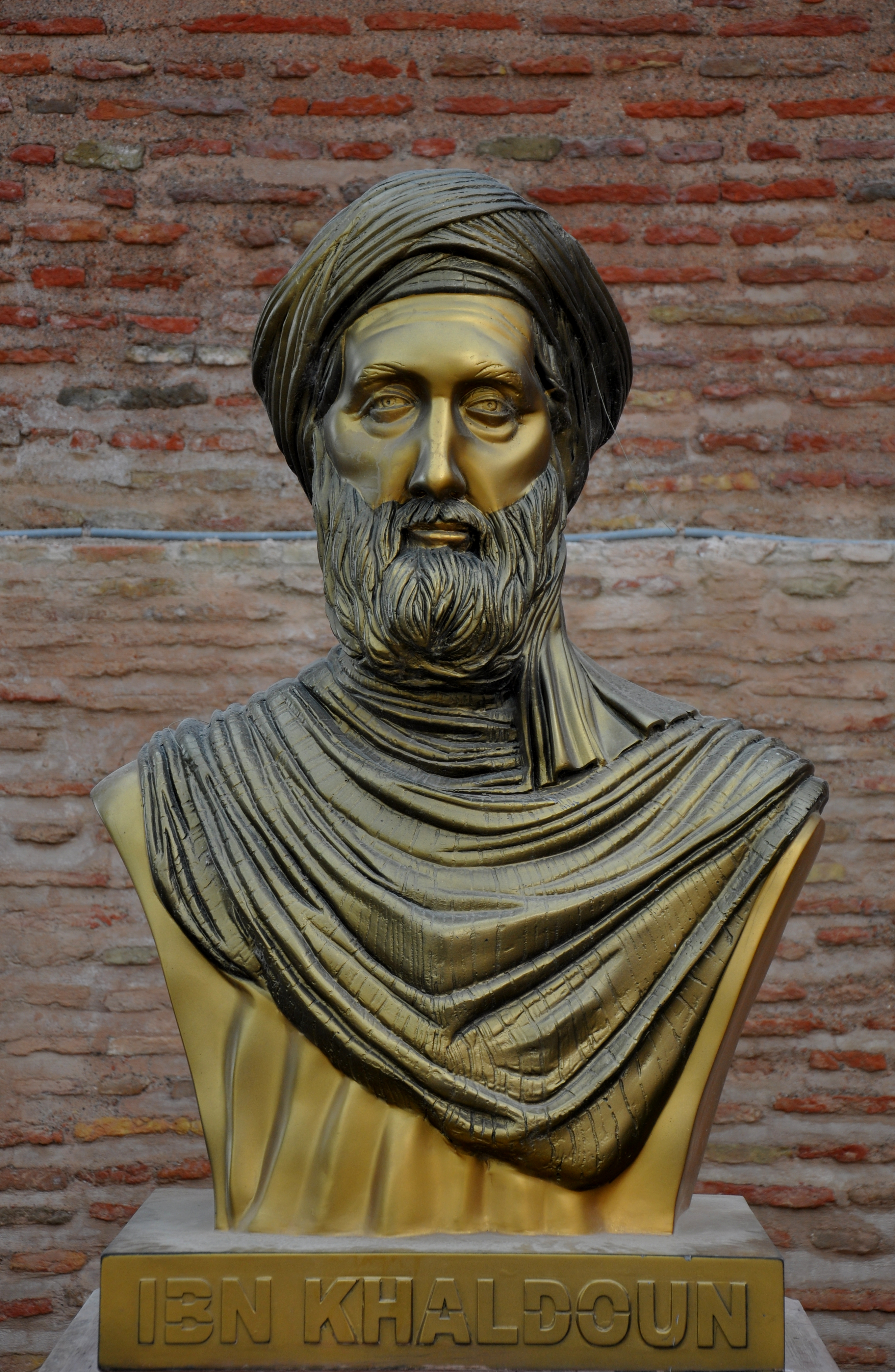
L'écrivain voyageur arabe Ibn Khaldoun.

Le récit historiographique de l'Empire du Mali souffre de problèmes chronologiques qui trouvent racine dans plusieurs publications : Les Empires du Mali de Charles Monteil paru en 1929 qui reprend avec quelques adaptations les dates établies dans la publication de Maurice Delafosse de façon arbitraire. Les dates de fondation, de 1235 ou 1240, ne sont pas que des approximations, elles ont pour origine le récit de voyage de Louis-Gustave Binger paru en 1892, Du niger au Golfe de Guinée par le pays de Kong et le Mossi. La chronologie qui y est présentée est similaire et a en réalité une double provenance : la durée de règne estimée par Ibn Khaldoun qu'il rapporte un siècle plus tard en précisant ses incertitudes et les calculs effectués par Heinrich Barth au XIXe siècle sur base de cette information.
Certains événements comme la conquête du Ghana sont placés par Delafosse en 1240 sans aucune source ou explication. Ce sont les réévaluations ultérieures des textes d'Ibn Khaldoun qui permettent de confirmer qu'il y a bien eu conquête du Ghana durant la phase d'expansion territoriale du Mali sans pouvoir cependant attribuer cet événement à une date ou au règne d'un souverain en particulier.
Ce discours événementiel et chronologique arbitraire établi en 1912 percole, encore jusqu'au XXIe siècle, dans le récit historiographique de l'Empire du Mali. L'analyse de portions de la page de Wikipédia en français relative à l'empire du Mali, dans sa version du 30 septembre 2021 indique que cette historiographie datée est malheureusement très présente du fait de la forte accessibilité de ces sources obsolètes. L'historiographie de l'Empire du Mali voit ainsi coexister un pseudo-récit intégrant un mélange d'approximations, des précisions excessives et injustifiées ainsi qu'une focale disproportionné sur certains événements.
Afin de réévaluer cette chronologie, Nehemia Levtzion (en) opère des modifications depuis les chronologies les plus fiables établies par Ibn Khaldoun. En commençant dès lors par Mari Diata II dont il peut placer la fin de règne en 1373 ou 1374. Sa réévaluation chronologique tente de résoudre les contradictions entre les dates d'Ibn Khaldoun et celles issues des échanges entre les ambassades du Mali et du Maroc. Afin de justifier les contradictions dans la chronologie d'Ibn Khaldoun, il est possible d'envisager l'existence d'un système de co-règnes servant à représenter le souverain durant ses absences.

#### Confusions et erreurs répétées
François-Xavier Fauvelle compare l'historiographie de l'empire du Mali à un puzzle sans bords. Les définitions territoriales relatives à l'empire du Mali sont au mieux incertaines car elles confondent aisément aire culturelle mandingue, aire linguistique malinke et zone d'influence de l'empire du Mali. Il identifie également des erreurs de traduction des sources écrites arabes dont l'interprétation modifie certains ordres dynastiques et attribuent des récits allégoriques à certains mansa.
Le récit d'une expédition de deux cents « navires » en vue d'explorer l'autre rive de l'océan Atlantique qu'on attribue à Aboubakri II est étudiée et repose sur une extrapolation erronée du récit qu'en fait Mansa Moussa ainsi qu'une potentielle erreur de traduction généalogique qui le place comme son successeur direct. La réévaluation des sources écrites permet non seulement de douter de l'existence d'Aboubakri II, mais également d'identifier que l'intronisation de Mansa Moussa marque un point de rupture dynastique. En effet, n'étant pas le fils de Mohammed ibn Gao, il appartient à une autre branche dynastique et marque donc le début d'une nouvelle lignée. Les travaux de Nehemia Levtzion (en) permettent de rectifier deux erreurs généalogiques qui sont à la racine de cette extrapolation.
L'historiographie de l'empire du Mali est particulièrement affectée par les différents contextes dans lesquels sont produits les sources, mais aussi les premières historiographies. S'il est aisé de déterminer que l'ascendance généalogique de la dynastie à Bilal ibn Rabah est douteuse, il devient plus complexe de déterminer à partir de quel moment les Mansa sont réèllement devenus musulmans et si certains noms comme Barmandana ne servent pas à antidater l'ancienneté de la pratique du culte et du pèlerinage dans la dynastie.
L’origine dynastique de Mansa Moussa reste discutée. Il est parfois présenté comme le fils du frère de Soundiata Keïta, ou comme descendant d’une de ses filles. François-Xavier Fauvelle appuie l'hypothèse selon laquelle l'ancêtre de Moussa serait effectivement Abou Bakr, fils de la fille de Soundiata. Certaines versions des généalogies auraient mis davantage en avant une ascendance par un frère de Soundiata, peut - être dans une volonté de réaffirmer une tradition patrilinéaire en évolution, tout en conservant une reconnaissance implicite de l’importance de l’ascendance maternelle des Abubakrides. Cette hypothèse se renforce également en suggérant que les deux principaux informateurs d'Ibn Khaldoun se distingueraient l'un et l'autre par une affiliation différente aux maisons dynastiques.

#### Interprétation de l'épopée de Soundiata
Les éléments originels de l'empire du Mali reposent essentiellement sur l'interprétation du matériau immatériel de la tradition orale : l'épopée de Soundiata. Dans des cas similaires, la comparaison à d'autres sources permet de déterminer quels éléments résistent au scepticisme historique. Dans le cas des débuts impériaux, il en manque particulièrement. L'épopée de Soundiata résulte d'un processus complexe de transmission, d'extension et de recréation de son récit.
L'étude de l'épopée de Soundiata apporte d'abord des indications riches sur son expression littéraire. Sur le plan historiographique, l'essentiel est de déterminer ce qui relève d'une trace du passé ou d'une reconstruction ultérieure. Il existe plusieurs versions et réécriture du récit dont les enregistrements sont postérieurs à 1950.
Selon François-Xavier Fauvelle, un autre élément est à prendre en compte dans l'interprétation de l'épopée de Soundiata. En effet, le jeu d'influence des deux maisons dynastiques ne s'opère pas sur le même champ historiographique. Les Aboubakrides renforcent leur légitimité au travers des discours relayés au sein du monde islamique durant leurs voyages tandis que les Maridjatides s'appuie sur la tradition orale de l'épopée. Celle-ci écarte d'ailleurs particulièrement du récit les mansa de la maisons aboubakrides comme Moussa et Soulaiman.

## Organisation politique et administrative

### Autorité impériale

#### Mansa
Le Mansa est le chef du gouvernement impérial. Il concentre l’autorité politique et administrative et s’entoure de hauts dignitaires et fonctionnaires issus des lignées de compagnons de Sunjata Keita. À l’origine, le roi du Manden (cœur du futur empire) était un chef parmi d’autres. La consolidation des provinces du Do, du Kiri et du Bako a permis à la dynastie Keita de s’imposer, transformant le roi du Manden en un mansa exerçant son autorité sur plusieurs autres chefs. Par les conquêtes menées par Sundiata Keita et ses successeurs, ce pouvoir s’est étendu à un territoire impérial.
Les généraux de Sundiata Keita et leurs descendants forment une aristocratie militaire, qui conseillait le mansa dans ses prises de décisions. Parmi les haut dignitaire, le rôle du griot consiste à répéter à haute voix la parole du mansa. Cette fonction héréditaire, confiée au clan Kuyate, accompagne le Mansa dans tous ses déplacements.
Considéré comme le « père du peuple », le Mansa incarne la justice et la rend personnellement lors d'audiences durant lesquelles il écoute les doléances.

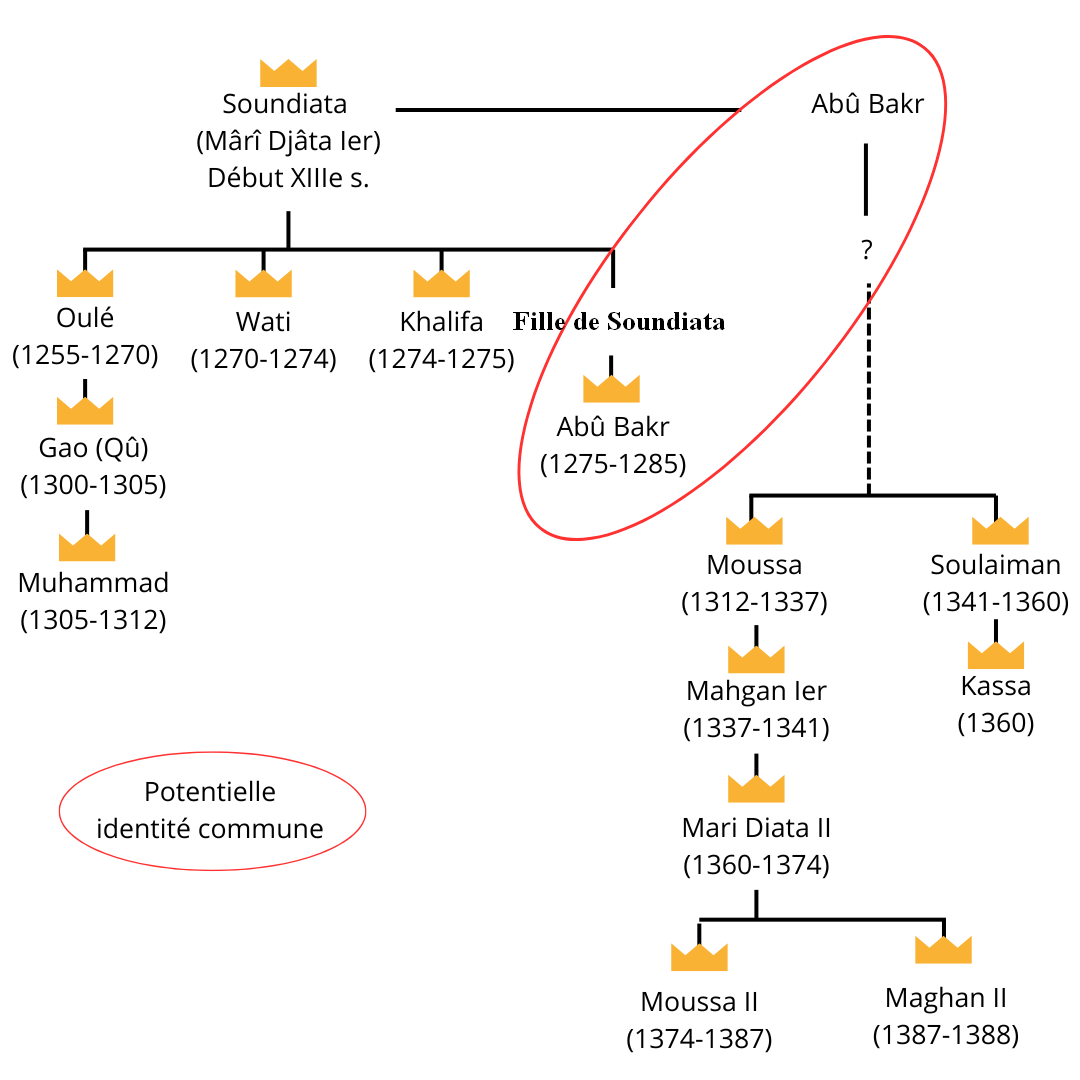
Les deux branches de la dynastie Keita depuis Soundiata, n'inclue pas Sakoura (hors dynastie). D'après les travaux de Levtzion et Fauvelle.

#### Dynastie

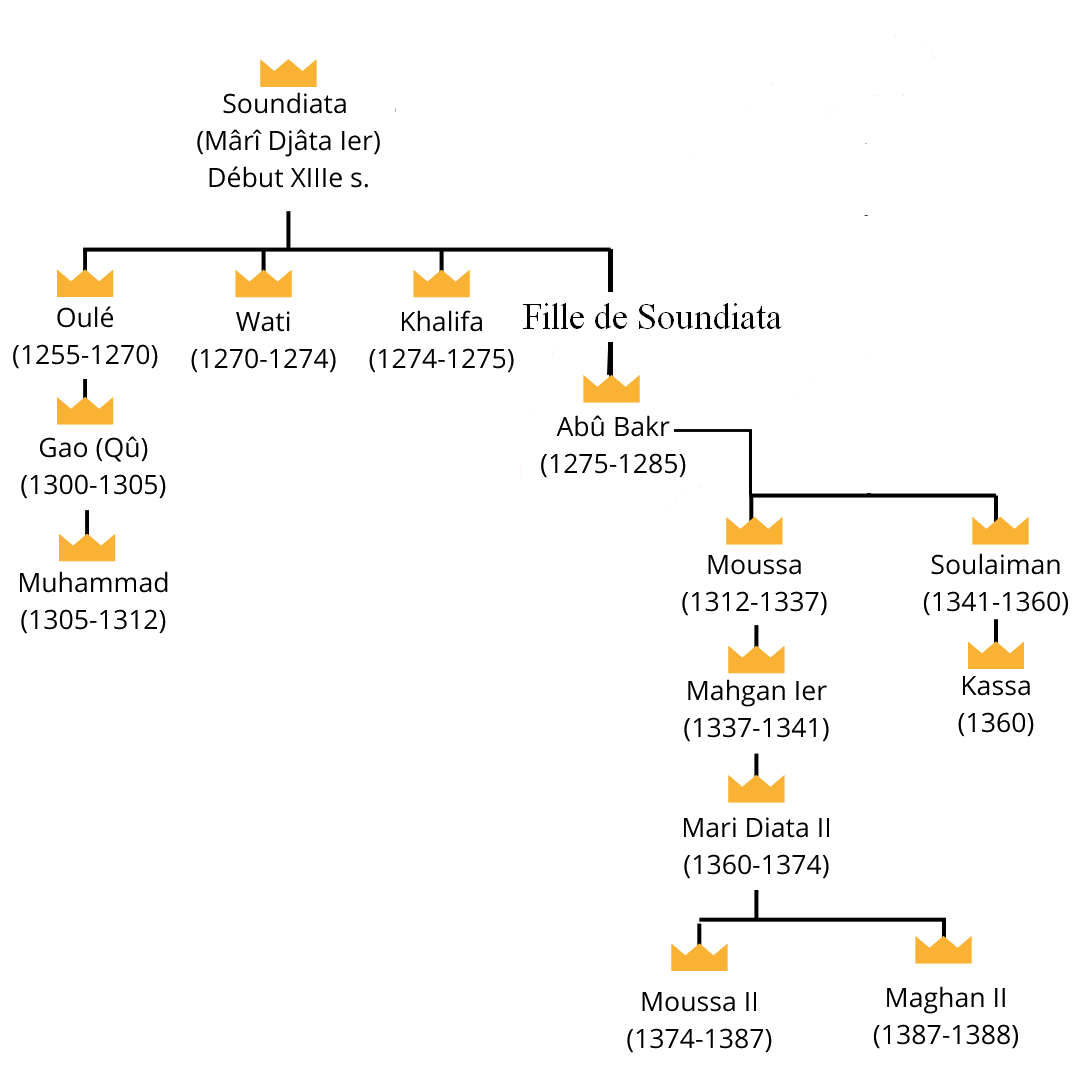
Table généalogique basée sur l'hypothèse du professeur François-Xavier Fauvelle de l'origine des AbuBakrides

La dynastie Keita fait remonter son ascendance à Bilal ibn Rabah dont le fils, Lawalo, serait venu s'établir au Manden et y aurait fondé la ville de Kiri. La généalogie et l'ascendance transmise par la tradition nomme seize rois qui précèdent Soundiata Keïta. Cependant, cette ascendance est considérée comme une reconstruction généalogique ultérieure servant à appuyer la légitimité et le prestige de la dynastie.
La plupart des sources historiques, y compris les récits de voyageurs comme Ibn Battuta ou Al-Umari, rapportent que les empereurs mandingues, à partir de Sundiata Keïta, étaient musulmans. L'adoption de l'islam par la classe dirigeante a renforcé les liens avec le monde islamique, facilitant les échanges commerciaux transsahariens et l'intégration de l'empire politique dans la politique en Afrique de l'Ouest et en Afrique du Nord. S'il est probable que quelques empereurs soient revenus à l'animisme, la majorité d'entre eux sont musulmans. Toutefois, il semble que la dynastie en place ait appliqué une politique de tolérance et de syncrétisme, mêlant rites et coutumes animistes aux festivités musulmanes.
Les tables généalogiques, d'abord révisées par Nehemia Levtzion (en), puis par François-Xavier Fauvelle na parviennent pas encore clairement à établir une chronologie claire entre les successions, cependant elles dessinent de nouvelles hypothèses qui éclairent les phases de transition de que traverse l'empire du Mali. L'hypothèse d'une caractéristique cyclique est émise. Elle estime que chaque cycle débute par un roi marquant et s'achève par des rois déclinants. Cependant, cette hypothèse ne concerne finalement que deux rois dont la récente révision de l'ascendance permet cette fois d'illustrer une dynastie reposant sur deux grandes maisons : les Maridjatides (issus de Soundiata) et les Abubakrides (issus du frère de Soundiata). Cependant, l'identité même d'Abu Bakr pose question, opposant deux versions : celle d'un ancêtre et frère de Soundiata, celle d'un père et fils de la fille de Soundiata.
L'onomastique permet également de distinguer les deux maisons. Dans maison maridjatides se trouvent des noms dont l'influence semble d'abord malinké et islamique tandis que dans la maison Abubakrides s'affirment des noms aux emprunts islamiques plus prononcés. Cela laisse supposer un renforcement de la légitimation dynastique par la religion ou le monde islamique lors de la transition entre ces deux maisons.

#### Mode de succession
La succession au sein de l'empire du Mali est patrilinéaire, bien que le système ait connu quelques exceptions, avec une certaine souplesse dans son application. Toutefois, le principe successoral fait encore l'objet de discussions. L’hypothèse de l'exception matrilinéaire dans le cas d’Abou Bakr, envisagée comme règle de succession par défaut dans l’Empire du Mali, semble provenir d’une extrapolation excessive du texte d’Ibn Khaldoun, qui associe ensuite ce mode de succession au modèle berbère. Le prétendant au trône doit être issu de la dynastie Keita par lignage direct ou par adoption et être élu ou légitimé par décision de l'Assemblée constitutive (Gbara).
Deux modes de succession dynastique s'observent principalement : la succession collatérale (entre frères) et la succession en primogéniture. Au sein de la maison dynastique Maridjatide, la succession se fait d'abord de manière collatérale, au sein de la même génération de frère, avant de revenir au premier fils du premier roi de cette génération. Ce n'est donc pas exactement un système collatéral, mais par rang d'aînesse décroissante au sein du lignage. La situation évolue lors de la transition vers la maison Abubakride où on observe une alternance entre succession par le frère et succession par le fils. Cette alternance pourrait être une adaptation de la règle successorale afin de réduire les tensions liées au nombre de prétendants.

#### Cour impériale
Le voyage qu'effectue Ibn Battûta durant le règne de Mansa Souleiman dresse le portrait de la cour impériale du Mali dans laquelle le mansa occupe la place de justicier suprême et de patriarche. La cour impériale suit un protocole très strict dans son cérémoniel. Ainsi, deux audiences sont prévues pour les doléances, la première s'effectue dans la grande salle d'audience à l'intérieur du palais et la seconde en plein air sous un arbre.
Lors des séances au sein du palais, les dignitaires, gouverneurs, généraux griots et maître de cérémonies se tiennent devant la salle d'audience tandis que le Mansa se trouve sur son trône avec différents symboles royaux pour écouter les doléances. Les séances en plein air sont moins solennelles et se déroulent tous les vendredis, après la prière du milieu du jour. Elle donne plus de place à l'oralité et intègrent les griots dans le processus.
D'autres cérémonies sont également mises en place au travers des fêtes musulmanes, cependant des pratiques païennes sont également préservées et intégrées aux fêtes et cérémonies traditionnelles auxquelles doit assister le Mansa.
Dans la cour impériale se trouvaient plusieurs rôles et fonctionnaires. Cependant, seul le griot a été particulièrement décrit par les sources écrites. En tant que porte-parole du Mansa, il est chargé de la bonne circulation des informations au sein de l'empire. Les autres fonctions connues sont le santigi (trésorier) qui administrait les finances et avait aussi pour mission de surveiller les greniers royaux. Toutes les castes de métiers possédaient un représentant au sein de la cour impériale, mais leur diversité et leurs noms restent indéterminés.

### Administration

#### Découpage territorial
L'empire du Mali était une confédération constituée des États tributaires et des provinces. Deux types de provinces existent. Tout d'abord, les provinces initialement alliées qui peuvent conserver leur titre royal, comme c'est le cas de Koumbi Saleh et de Méma. Le second type appartient aux territoires conquis pour lesquels sont nommés aux côtés du chef traditionnel un gouverneur (farin) qui représente le mansa.
Au XIVe siècle, l'empire est constitué de douze provinces dont les plus importantes sont : le Tekrour, le Bambougou, le Diafounou, le Gao, le Sanagana (territoire de nomadisation des Sanhadjas), le royaume de Ghana et de Mema. Chaque province se divise en cantons et parfois en subdivisions claniques. L'organisation provinciale est souple et consiste en un encadrement des chefs locaux.

#### Composition du Grand Conseil

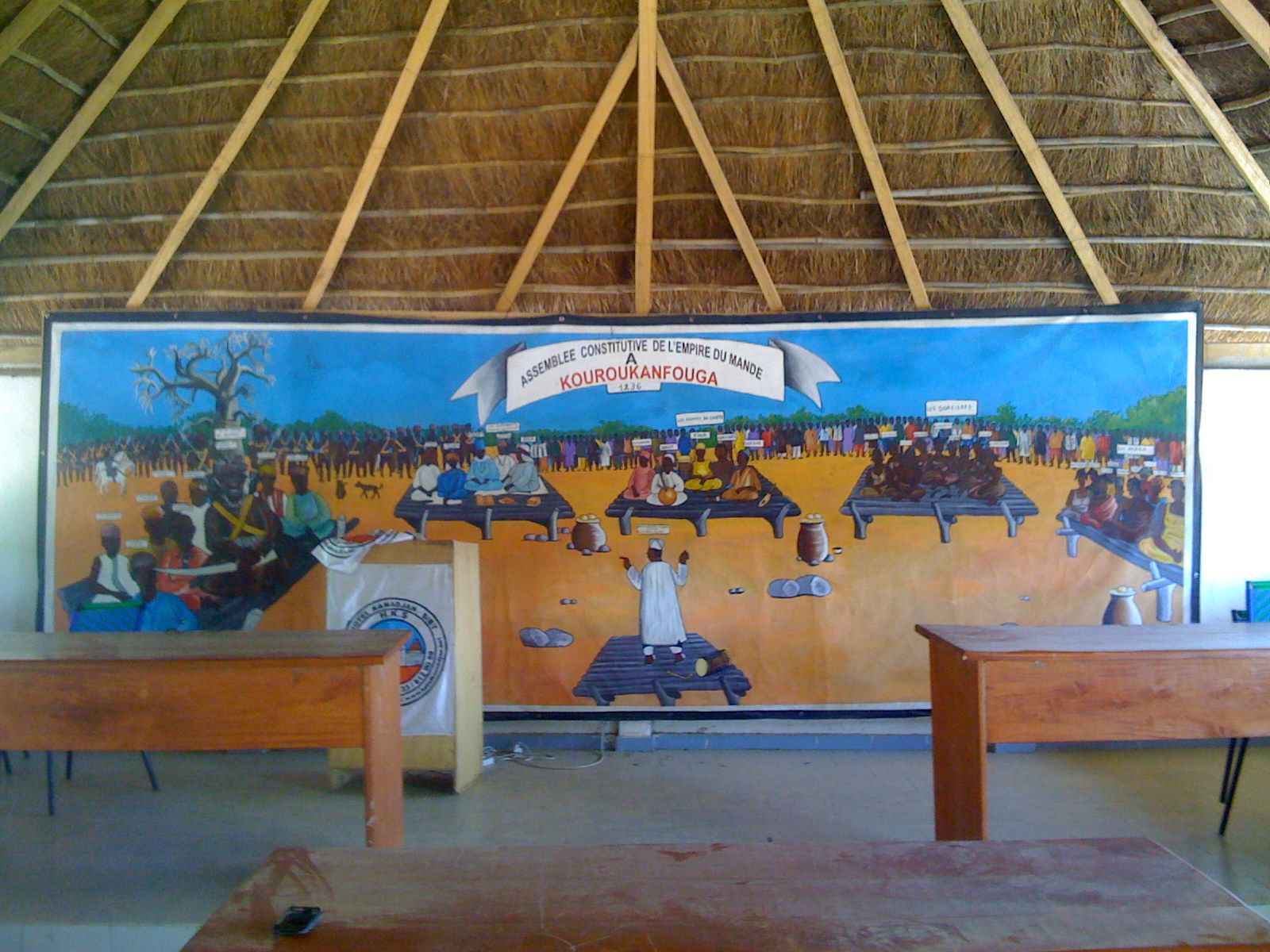
Assemblée constitutive de l'empire du Mandé, anonyme, 2010, Siby (Mali)

L'Assemblée constitutive – le Premier Grand Conseil de l'Empire – est réunie à Kouroukafouga (Kangaba) vers 1235 à la suite de la victoire de Soundiata Keïta. Celui-ci se faire élire et proclamer Roi des rois "Mansa" ou "Manden Massa" par l'assemblée constitutive du Mandé avec pour programme ;
- « Que ceux qui font la guerre, fassent la guerre, que ceux qui font du commerce, fassent du commerce, que ceux qui pratiquent l'agriculture fassent de l'agriculture, ainsi le mandé sera agréable à vivre. »

- Abolition de l'esclavage entre Malinkés
- Réformes administratives

##### Composition du Conseil du Mandé
- Un représentant et porte-parole du roi, président (Balafasen Kuyate en 1235) nom de famille aujourd'hui en tant que « Kouyate » djélis du clan des Keita.
- Dix représentants de chefs de guerre dont le Mansa
- Cinq sages marabouts
- Cinq représentants d'hommes de castes : c'est-à-dire des forgerons, des artisans, des commerçants, des esclaves, des granke
- Dix femmes et sorcières
- Dix niangas

## Organisation militaire

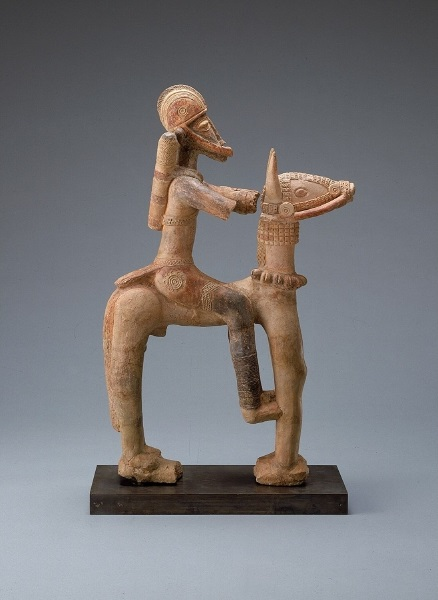
Statuette en terracotta d'un cavalier malien datant du XIVe siècle (Musée national d'Art africain)

L'organisation militaire de l’empire du Mali a connu une structuration progressive à partir du XIIIe siècle, sous l’impulsion de Soundiata Keïta. Le mansa est théoriquement le chef suprême des armées, bien que seul Sakoura semble avoir dirigé les troupes sur le terrain après Soundiata. L’armée est articulée autour de la cavalerie, dirigée par les ton-tigi (chefs de clan ou nobles militaires), et de l’infanterie, commandée par des kèlè-koun. Ces derniers formaient l’élite militaire, principalement recrutée parmi les horon (hommes libres). Les esclaves (jonow), à l’origine cantonnés à des fonctions de soutien logistique, furent intégrés progressivement comme troupes combattantes au cours des XIVe et XVIe siècles,.
À son apogée, l’armée de l’empire était composée d’une cavalerie permanente d’environ 10 000 hommes et d’une infanterie pouvant mobiliser jusqu’à 90 000 combattants. Le mansa pouvait prélever des contingents parmi les peuples soumis et s’appuyait sur des commandants régionaux appelés farari (braves), tels que les farima (chefs militaires), farimba (gouverneurs militaires ou civils), et dùùkùnàsi (chefs de garnison). Ces titres recouvraient des fonctions militaires, administratives ou judiciaires, souvent cumulatives, et contribuaient à la centralisation du pouvoir impérial.
Au XIVe siècle, sous Mansa Suleyman, l’organisation militaire se diversifie encore. Deux commandements géographiques émergent, confiés à des farari d’envergure : Farima-Soura, chargé du nord, et Sankaran-Zouma, responsable du sud. Ces chefs militaires de haut rang, également membres du conseil impérial (Gbara), avaient autorité sur les frontières stratégiques et la sécurité des routes commerciales. L’évolution de l’armée vers une dépendance accrue aux esclaves militarisés (sofas) marque un tournant dans la structure de pouvoir, avec une professionnalisation et une hiérarchisation croissante de l’appareil militaire.

## Économie
L’économie de l’empire du Mali repose principalement sur l’agriculture, l’élevage, l’artisanat et un commerce transsaharien florissant, bien que sa richesse en or ait marqué durablement les mémoires, notamment à travers les récits de voyageurs comme Ibn Battûta. La prospérité commerciale de l'empire provient de ses mines d'or, de cuivre, la vente d'esclaves et un grand commerce transsaharien. Cette prospérité entraîna le progrès des villes telles que Oualata, Tombouctou, Djenne et Niani.
L’agriculture et l’élevage mobilisent la majorité de la population. Le riz est cultivé dans les vallées du Niger, du Sankarani, ainsi qu’en Sénégambie et au Kaabu, tandis que le mil, mieux adapté aux zones sèches, constitue la principale culture dans le Sahel. D’autres denrées comme les haricots, les ignames et divers légumes complètent la production. Les sources du XIVe siècle décrivent une abondance de vivres qui permet au mansa d’entretenir une armée nombreuse et d’offrir régulièrement des banquets à la population. Une part des récoltes est traditionnellement remise au souverain ou à ses représentants, en signe de loyauté. L’élevage, pratiqué par les Peuls, concerne les bovins, ovins et caprins. La pêche est assurée par des groupes spécialisés comme les Bozo, les Somono ou les Sorko, et le poisson séché ou fumé circule dans tout l’empire.
L’artisanat est structuré par un système de castes. Les forgerons produisent des outils agricoles, des armes et travaillent également l’or, notamment au sein de groupes spécialisés appelés siaki. Le fer est extrait dans le plateau montagneux Mandingue et autour de Niani. Le coton, largement cultivé à la fin du XVe siècle, alimente une industrie textile active, avec des centres réputés dans le Tekrour et le Jolof. Le tissage et la teinture à l’indigo sont l’apanage de castes spécifiques comme les Mabo. Le cuir, traité par les cordonniers, constitue une ressource prisée, notamment à l’exportation vers les régions du nord.
Le commerce joue un rôle central dans l’économie de l’empire. Le Mali contrôle plusieurs mines d’or, notamment à Bouré, Bambuk, Galam et dans la région de Niani. Le mansa détient un monopole sur les pépites d’or. Le sel, extrait à Taghaza et Ijil, est revendu dans tout l’empire par les marchands appelés jula ou wangara. Le cuivre, produit à Takedda et façonné en tiges, est acheminé vers les régions forestières du sud, où il est parfois plus recherché que l’or. La noix de kola, originaire des pays Akan et Guro, fait l’objet d’un commerce intense avec le nord. Les dioula organisent des caravanes d’ânes ou utilisent des esclaves pour transporter le sel, les tissus et les objets en cuivre vers le sud, jusqu’à Begho, dans le royaume de Bono, et Kong. Ces échanges favorisent également la diffusion de l’islam et de la culture mandingue dans les zones forestières d’Afrique de l’Ouest.

## Société

### Sur le plan social
Les études portant sur la structure sociale au sein de l'empire du Mali reposent sur l'observation des structures sociales dans les sociétés Malinkés. Elles sont organisées en trois groupes : le premier est celui des nobles, le second est celui des spécialistes ou artisans de caste et le troisième celui des esclaves. La noblesse est celle qui pratique l'agriculture, la pêche ou l'élevage et possède donc des terres qu'elle exploite. Lors de la formation d'un État, ce groupe forme généralement l'aristocratie. Elle est régie par des règles de successions patrilinéaires sur le principe d'aînesse autour d'un patriarche. Le groupe des castes se compose de plusieurs corps de métier sans accès au pouvoir mais qui sont parfois rattachés aux familles aristocratiques. Ce sont des hommes libres qui ne peuvent pas être réduits en esclavage. Enfin, la condition servile se distingue de deux manière : les serviteurs au service de l'aristocratie qui peuvent détenir de hautes fonctions à leur service et les esclaves destinés au commerce qui proviennent généralement de prisonniers de guerre. Il est impossible de déterminer quand est mise en place cette organisation sociale.
Cependant, les sources indiquent que durant la dynastie des Mansas existaient également des communautés serviles formant des tribus propriété du Mansa. L'endogamie et les mariages au sein de ces groupes sont strictement encadrés. Ces tribus sont astreintes à une activité économique servile spécifique. Il existerait 24 communautés de ce type. Trois d'entre elles sont dévolues au travail de la terre. L'une d'entre elle à l'entretien des chevaux. Au sein de ces communautés, les enfants à naître seraient des esclaves nés non-libres appartenant de jure au Mansa.

### Sur le plan religieux

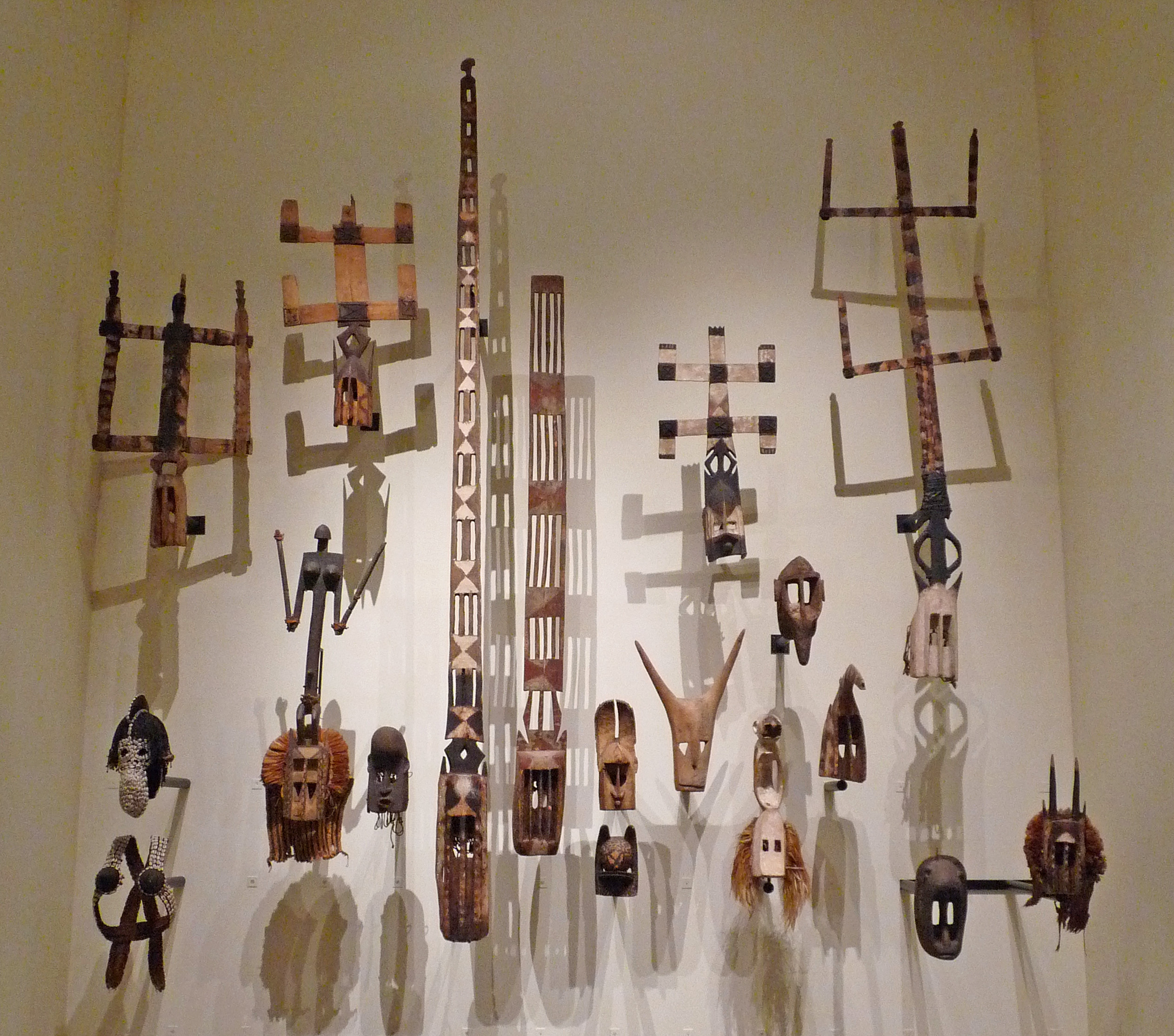
Masques dogons au Musée du quai Branly.

Sur le plan religieux, l'Empire du Mali présente une dynamique complexe qui illustre les interactions entre l'islam et les croyances animistes traditionnelles. Bien que l'islam ait été adopté par les élites dirigeantes, notamment les empereurs, la diversité religieuse au sein de l'empire était marquée.
Les différentes cérémonies pratiquées dans la capitale intègrent les fêtes islamiques et cultes traditionnels. Les masques jouent un rôle liturgique important dans les rites traditionnels. Ils servent à invoquer des divinités ou des ancêtres. Ces cultes cotoient celui de l'islam avec un haut degré de compatibilité. Ainsi, la sortie des masques s'effectue également lors des fêtes musulmanes, témoignant ici un syncrétisme qui s'opère au moins dans la capitale. Pour cette raison, le souverain de l'empire du Mali est non seulement le mansa, interlocuteur privilégié des divinités traditionnelles, et le sultan, autorité intemporelle musulmane.

### Populations
Selon Djibril Tamsir Niane, l'influence de l'empire s'étend, à son apogée, à « toute l'Afrique de l'Ouest soudano-sahélienne » et intègre dès lors une grande diversité ethnique. Les chiffres démographiques sont considérés comme peu fiables et généralement extrapolés, cependant ils permettent d'indiquer que le pays est très peuplé et possède de nombreuses villes à forte démographie. Au XIVe siècle, la démographie pourrait avoir atteint les 50 millions d'habitants dont 100.000 résidant à la capitale.
Parmi les populations nomades et pastoralistes du Sahara, on peut citer les Sanhadja dont un vaste domaine d'occupation traverse depuis les salines de Teghazza vers Oualata, cité commerçante majeure de l'empire. Ils deviennent des courtiers du commerce du sel et ils sont recrutés pour guider les caravanes dans le désert. Les Touaregs occupent quant à eux l'espace situé entre Oualata et la boucle du Niger.
Il se trouvait également toute une succession de populations liées au royaumes du Sahel dont l'activité principale est concentrée sur le commerce. On y retrouvent les Peuls, les Toucouleurs, les Soninkés et les Songhaïs. Géographiquement plus au sud, dans les savanes, se trouvent d'ouest en est diverses ethniques : les Wolofs et les Malinkés. Ces derniers, ethnie principale de l'empire, colonisent progressivement les différents territoires conquis, si bien que la Sénégambie est, lors du premier contact avec les portugais, fortement représentée par des Malinkés et non plus des Peuls ou Wolofs.
Plus au sud, dans l'intérieur de la boucle du Niger, s'étend la culture des Dogon qui auraient migré depuis le Mandé vers les montagnes et se seraient installés dans la boucle du Niger au XIVe siècle.

## Architecture

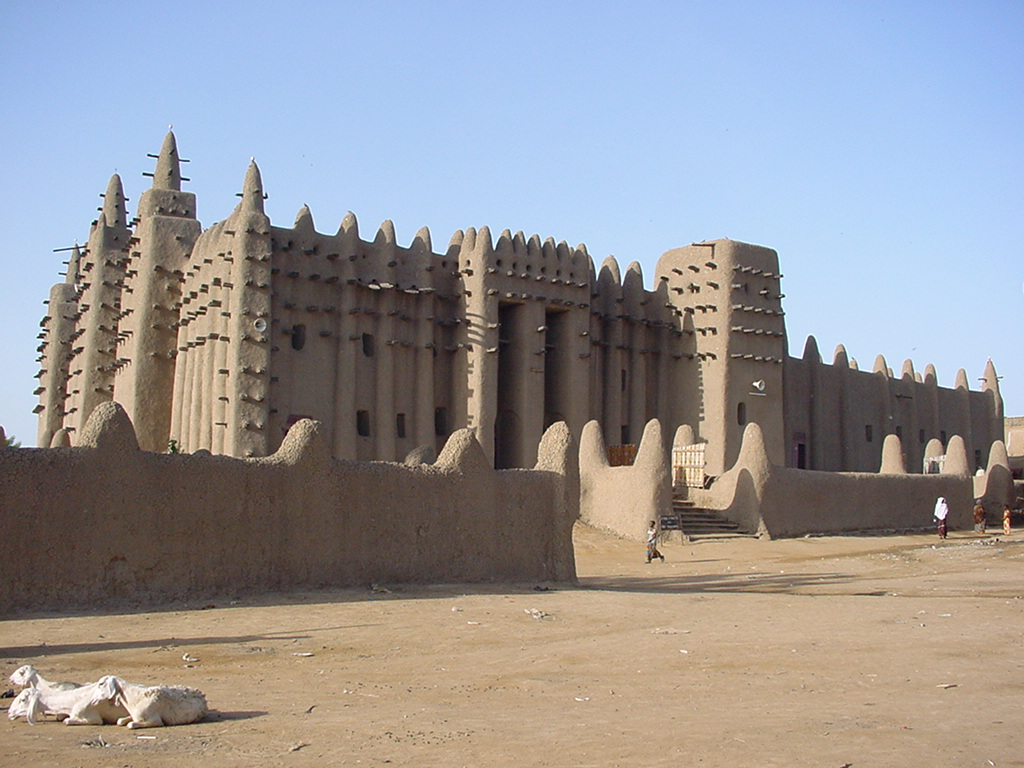
La Grande mosquée de Djenné - Patrimoine mondial de l'Humanité.

L'architecture au sein de l'empire du Mali est généralement qualifiée d'architecture soudanaise et est notamment caractérisée par l'usage du banco modelé à la main. Certains monuments de Tombouctou, Gao ou Djenné datant de l'empire du Mali sont encore observables. Ibn Battûta décrit le palais du Mansa qu'il découvre lors de son voyage. Il s'agit d'un complexe ceinturé par un mur d'enceinte au sein duquel se trouvent les quartiers résidentiels de la famille impériale ainsi que des bâtiments dédiés aux domestiques, esclaves et fonctions administratives. Une salle d'audience existait à l'intérieur du palais pour recevoir les visiteurs en présence des dignitaires du royaume. Ibn Battuta évoque également un bâtiment interne au complexe qui possède une Qoubba.
Selon Ibn Khaldoun, ce palais est construit à l'époque de Mansa Moussa par l'architecte Abu Ishaq al-Tuwaydjin, parfois surnommé al-Gharnati (le grenadin) ou al-Sahili (le sahélien). Celui-ci aurait importé des éléments de l'architecture mauresque.

## Potentielles capitales

### Généralités
La capitale de l'empire du Mali est un problème soulevé par les chercheurs depuis plus de 150 ans car sa localisation est encore indéterminée. Mentionnée dans quelques sources arabes et dans la tradition orale, trois villes sont retenues pour cela : Dakadjalan, Niani et Kangaba, dernière capitale connue de l'Empire du Mali. Au XXIe siècle, le consensus qui tend à se dégager est qu'il n'aurait pas réellement existé de capitale impériale au sens où on l'entend communément. Il s'agirait plutôt de plusieurs capitales dans lesquelles le mansa possède des résidences impériales servant à exercer son pouvoir. La détermination de l'emplacement de la ou des capitales repose sur diverses sources.
Pour la période de l'apogée du royaume (XIIIe-XVe siècle) nous disposons des récits de trois géographes et voyageurs arabes. Tout d'abord al-Umari (1301-1349) nous livre des informations sur la ville qui datent d'avant 1340 par le biais d'un informateur. Le géographe suivant est Ibn Battûta (1304-1368). Sa relation est la plus importante concernant l'histoire du royaume du Mali en général. C'est le seul à s'être rendu dans le Sahel au cours d'un voyage débuté en février 1352 et achevé en décembre 1353. Il séjourna huit mois dans la capitale et nous donne des informations très précises sur la structure de la ville. La description de son trajet pour s'y rendre comporte de nombreuses zones d'ombre et demeure le point le plus interprété par l'historiographie. Enfin, le dernier grand auteur pour cette période est Ibn Khaldoun (1332-1406) qui a recueilli des informations depuis le Caire. Notons que les traductions et éditions des manuscrits, quand elles le donnent, comportent toutes un nom différent pour désigner la capitale.
On retrouve le même problème dans les chroniques (Tarikh) des XVIe et XVIIe siècles, respectivement le Tarikh es-Soudan d'Abderrahmane Es Saâdi et le Tarikh el-fettach de Mahmud Kati qui retracent l'histoire de l'empire du Songhay mais accorde une petite place à l'histoire du royaume du Mali. Ainsi, finalement pour le nom de la capitale, il existe plusieurs traductions et vocalisations (Malli, Byty, Bini, Bani, Yani', liste non exhaustive). Dès lors, on ignore si tous ces noms renvoient au même lieu ou désignent la même capitale.
À ces recherches s'ajoutent les fouilles archéologiques menées dans l'objectif d'identifier la capitale. Plusieurs sites apparaissent en ce sens :  Niani-Madugu, Mani-Koura ou Mali-Tombo, et enfin Niani.

### Hypothèse Niani
Cooley, géographe anglais, est le premier à émettre en 1841 une hypothèse sur la capitale. Il la situe près du village de Samee, près du fleuve Joliba. Binger, officier français qui traversa le Sahel, donne en 1892 une localité toute différente, le site de Nianimadougou, près de Yamina. Ces hypothèses ont en commun la rive gauche du fleuve Niger. Elles n'ont pas été reprises par l'historiographie.

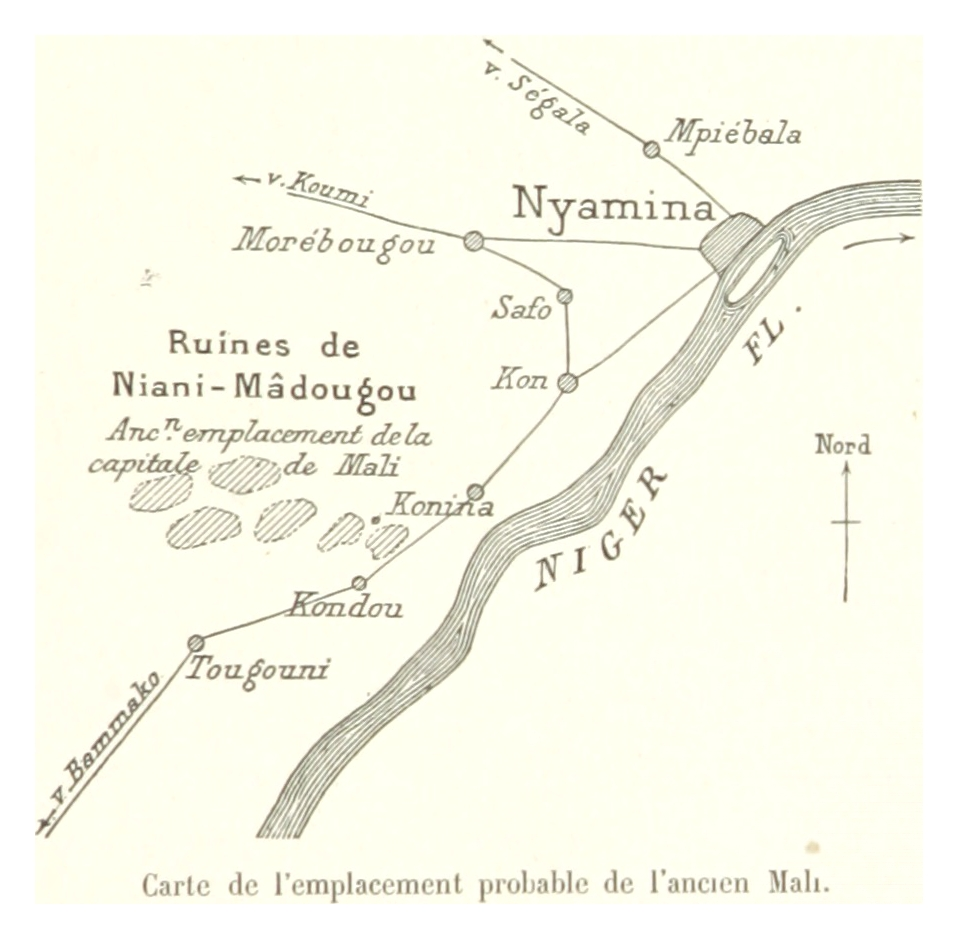
Carte de l'emplacement probable de l'ancien Mali par L-G Binger, extraite de Du Niger au golfe de Guinée, Hachette, 1892, p. 57

En 1923, l'administrateur colonial Jules Vidal conforte l'hypothèse du village Niani par comparaison aux toponymes incertains des sources arabes devenant parfois Nanî ou Yanî. Il associe également le fleuve Sansara identifié par ibn Battuta à la rivière Sankarani. Enfin, il s'appuie sur les récits oraux recueillis dans les villages qui considèrent Niani comme la capitale historique du royaume. Maurice Delafosse renforce l'hypothèse qu'il impose dans ses publications ultérieures sans qu'elle fasse alors consensus. Les traductions des sources arabes sont réctifiées en ce sens, établissant que Niani et la capitale du Mali. Djibril Tamsir Niane considère quant à lui que niani est la seule et unique capitale depuis Soundiata. François-Xavier Fauvelle évoque ici un phénomène d'auto-persuasion collective sur le rôle de Niani.
Le Polonais Filipowiak mène des campagnes de fouilles sur le site de Niani à l'issue desquelles il publie en 1979 un ouvrage qui présente les conclusions de ses travaux, Études archéologiques sur la capitale médiévale du Mali. Il y affirme avoir trouvé la capitale du royaume du Mali. La remise en cause des résultats de Wladislaw Filipowiak arrive vite. En effet, les conclusions de ses travaux sont connues avant la sortie de son livre. Meillassoux et Hunwick, en reprenant l'itinéraire d'Ibn Battuta, proposent de nouvelles localisations. Raymond Mauny avant eux avait pointé les contradictions des écrits de Filipowiak avec les résultats des analyses au carbone 14.
Le principal argument en défaveur de Niani, comme capitale du Mali, est que le site n'est pas occupé au XIVe siècle. Il est donc plus probable que la ville soit le siège ultérieur d'une chefferie traditionnelle. La révision des documents produits à l'issue des fouilles archéologiques présentent également une problématique de réconstruction visant à réparer les données matérielles lacunaires afin de correspondre à l'hypothèse Niani, relevant dès lors une circularité des sources, les rendant involontairement trompeuses.

### Nouvelles hypothèses (XXIesiècle)
Face à cette impasse des tentatives de retrouver la capitale à l'âge d'or, les historiens se tournent vers la capitale primitive (Conrad, Green) et utilisent désormais des termes plus neutres, comme « cour des Mansa » ou « cour royale des Mansa », pour supplanter le terme de « capitale » étant donné que les dernières hypothèses tendent à envisager le caractère mobile ou nomade de la cour entre plusieurs villes,.
François-Xavier Fauvelle propose de dissocier la notion de capitale impériale, provenant de l'identification arabe de la ville de Mâli, de la notion de siège de pouvoir impérial. Plusieurs centres politiques sont déjà identifiés : Niani, Djoliba, Kangaba et Dakadjalan sont les plus importants. Ces sites ne présentent pas de ruines et se situent au coeur de l'aire culturelle historique des Malinkés. Les précédentes hypothèses présentent trois localisations supplémentaires entre Bamako et Ségou, en bordure du fleuve Niger. Cependant, seule l'hypothèse de Claude Meillassoux se situe en territoire malinké, rendant les autres moins probables.
Une nouvelle hypothèse, proposée par François-Xavier Fauvelle, modifie légèrement le parcours et considère que Kârsakhû (située en bord de fleuve) est Ségou comme le suggère également Louis-Gustave Binger. Cependant, il suggère d'avancer sur le fleuve à l'est et non à l'ouest, argumentant que « rien dans le récit d'Ibn Battuta n'exclut cette possibilité ». Il identifie alors à l'emplacement de Sansanding la possible localisation de l'ancienne capitale dont le site est probablement détruit par les terrassements réalisés sous l'administration coloniale.